# Roquebrun
Roquebrun [ʁɔ.kə.bʁœ̃] (en occitan : Ròcabrun [rɔ.kɔ.'bryn]) est une commune française située dans l'ouest du département de l'Hérault en région Occitanie.
Exposée à un climat méditerranéen, elle est drainée par l'Orb, le Rieuberlou, le ruisseau de Landeyran, le ruisseau de Laurenque, le ruisseau d'Escagnès et par divers autres petits cours d'eau. Incluse dans le parc naturel régional du Haut-Languedoc, la commune possède un patrimoine naturel remarquable composé de trois zones naturelles d'intérêt écologique, faunistique et floristique.
Roquebrun est une commune rurale qui compte 603 habitants en 2022, après avoir connu un pic de population de 1 470 habitants en 1836.  Ses habitants sont appelés les Roquebrunais ou  Roquebrunaises.

## Géographie

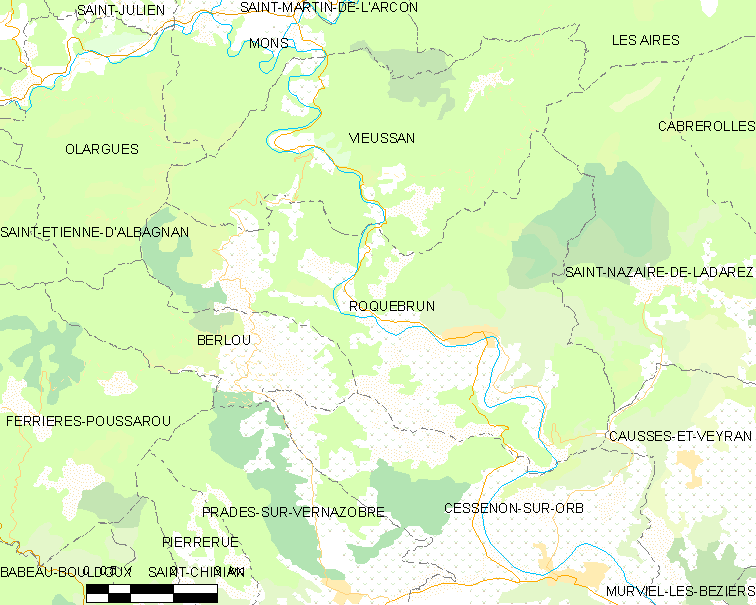
Carte

### Communes limitrophes

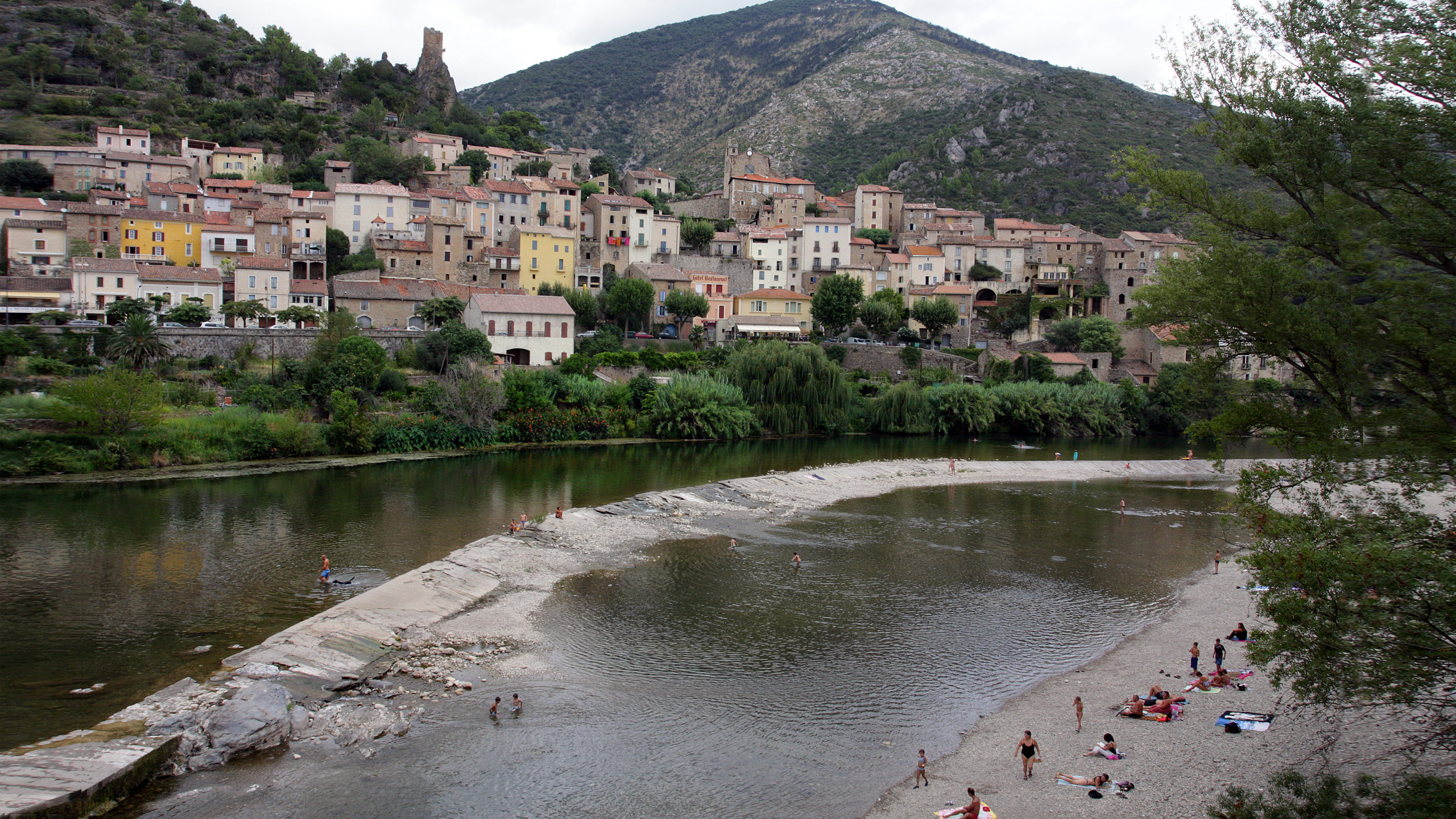
La plage

| Olargues | Vieussan         |                          |
|          | Roquebrun        | Saint-Nazaire-de-Ladarez |
| Berlou   | Cessenon-sur-Orb | Causses-et-Veyran        |

### Situation

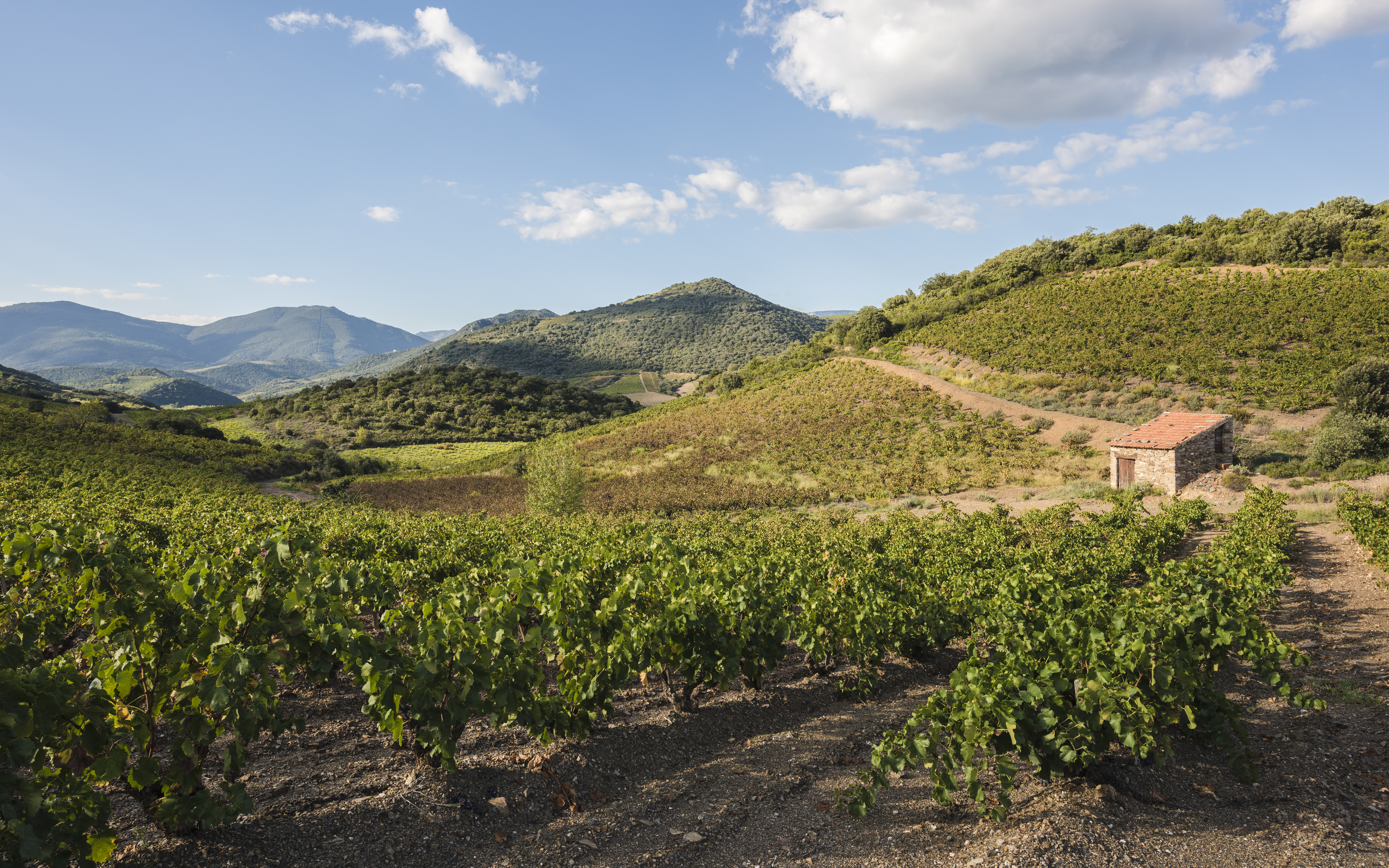
Collines et vignes dans la vallée de l'Orb.

Roquebrun est un village situé près de l’entrée méridionale du Parc Naturel Régional du Haut-Languedoc, à 35 kilomètres environ de Béziers dans les Hauts cantons de l'Hérault. La majeure partie du village se situe entre 200 et 350 mètres d'altitude.
La commune comporte, outre Roquebrun, les hameaux de Ceps, Escagnes et Laurenque.

### Climat
Pour des articles plus généraux, voir Climat de l'Occitanie et Climat de l'Hérault.
En 2010, le climat de la commune est de type climat méditerranéen franc, selon une étude s'appuyant sur une série de données couvrant la période 1971-2000. En 2020, Météo-France publie une typologie des climats de la France métropolitaine dans laquelle la commune est exposée à un climat méditerranéen et est dans la région climatique  Provence, Languedoc-Roussillon, caractérisée par une pluviométrie faible en été, un très bon ensoleillement (2 600 h/an), un été chaud (21,5 °C), un air très sec en été, sec en toutes saisons, des vents forts (fréquence de 40 à 50 % de vents > 5 m/s) et peu de brouillards.
Pour la période 1971-2000, la température annuelle moyenne est de 13,9 °C, avec une amplitude thermique annuelle de 15,8 °C. Le cumul annuel moyen de précipitations est de 996 mm, avec 7,7 jours de précipitations en janvier et 2,7 jours en juillet. Pour la période 1991-2020, la température moyenne annuelle observée sur la station météorologique la plus proche, située sur la commune de Berlou à 6 km à vol d'oiseau, est de 15,4 °C et le cumul annuel moyen de précipitations est de 892,1 mm,. Pour l'avenir, les paramètres climatiques de la commune estimés pour 2050 selon différents scénarios d'émission de gaz à effet de serre sont consultables sur un site dédié publié par Météo-France en novembre 2022.

### Géologie
Les collines et les vallées de Roquebrun sont formées sur un pli du nord-est et un pli couche d’ouest du sud. Les roches dures exposées sont des schistes de l'Ordovicien et des dolomies du Dévonien. La dolomie forme une arête verticale sur laquelle la Tour de Roquebrun se situe. La jonction des deux forme la vallée menant au hameau de Laurenque[réf. nécessaire].

#### Paléogéographie et paléoclimat
Roquebrun se trouve au Dévonien sur un terrane auquel appartient aussi le Massif Central, Ligéria, partie du superterrane hunnique, séparé du Gondwana à l'Ordovicien, et agrégé à la Laurasie au début du Carbonifère.
De l’Ordovicien (485 à 443 Ma), jusqu'au Dévonien (419 à 358 Ma), ainsi qu'au début de Carbonifère inférieur, la région va connaître pendant 200 Ma, la présence d'une mer peu profonde appelée mer du massif central séparant la Laurasie du Gondwana).
Celle-ci disparaîtra au Carbonifère moyen (Viséen 320 Ma) pour laisser place à un super continent, la Pangée, bien que depuis le Dévonien les sols marins se soulèvent, provoqué par l’orogenèse hercynienne qui soulèvera et plissera la croûte océanique, transformant cette croûte en croûte continentale (prisme d'accrétion).
Dans le département de l'Hérault, l'orogenèse hercynienne est encore visible dans les gorges d'Héric qui constituent le reste du socle (appelé : racine) de la chaîne hercynienne.[réf. nécessaire]

#### Schistes fyschoide de l'Ordovicien
On trouve à Roquebrun au sud et à l'entrée du village, des schistes flyschoïdes de l’Ordovicien. Ce sont des dépôts détritiques marins avec une alternance de grès et de marnes sédimentaires typiques d'un bassin océanique,.

#### Ordovicien (485 à 443 Ma)
Les sols sur lesquels se trouve Roquebrun à l'Ordovicien (comme ce qui sera plus tard la France), sont dans l'hémisphère sud, au-dessous du 30° de latitude sud, ce qui correspond actuellement à une position entre le pôle Sud et l’Afrique du Sud. Le climat y est froid à tempéré froid. La température moyenne sur la Terre est alors de 16 °C (+ 2 °C de plus qu'aujourd'hui). Le taux de CO2 est 16 fois supérieur à notre période actuelle, c'est une atmosphère quasiment irrespirable pour nous.

##### Habitatde l'Ordovicien
Faune
La faune de l'Ordovicien est essentiellement marine. Elle est composée de trilobites, spongiaires, cœlentérés (Archeogynathus) et de cnidaires, telles que méduses, anémones et coraux.
Flore terrestre
Elle est composée de champignons, levures et d'hépatiques
Galerie

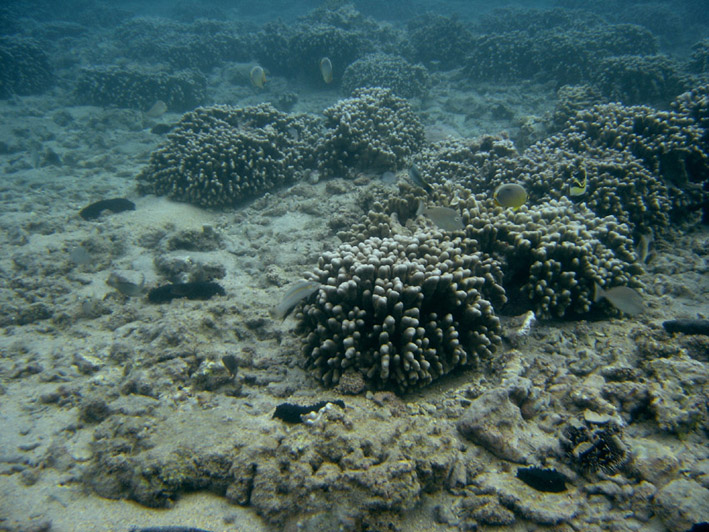
Coraux.
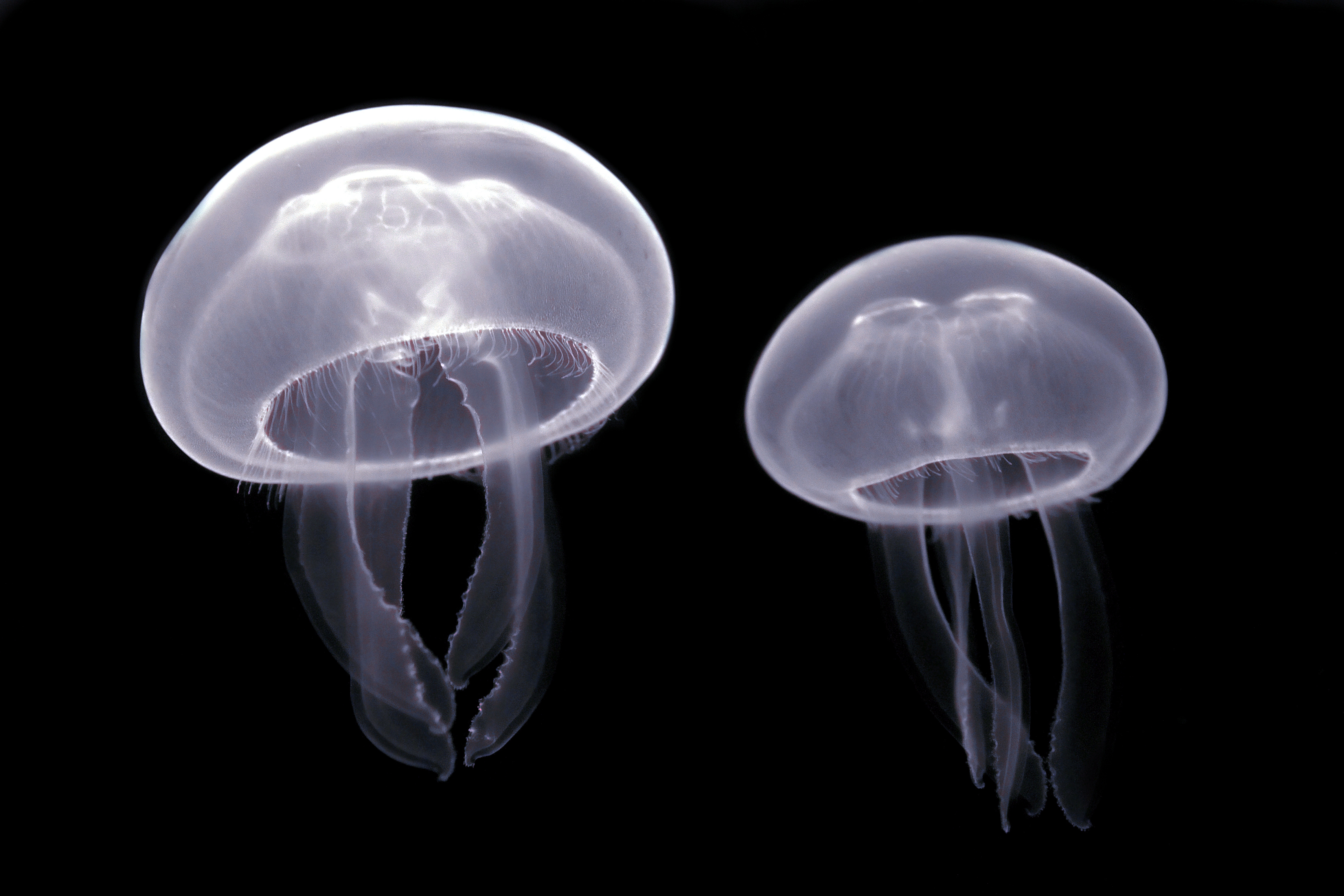
Méduse.
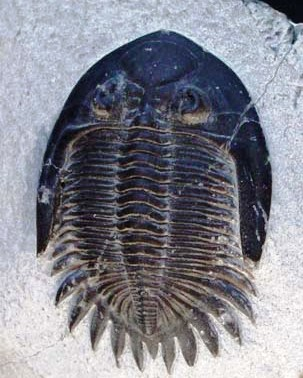
Trilobite.
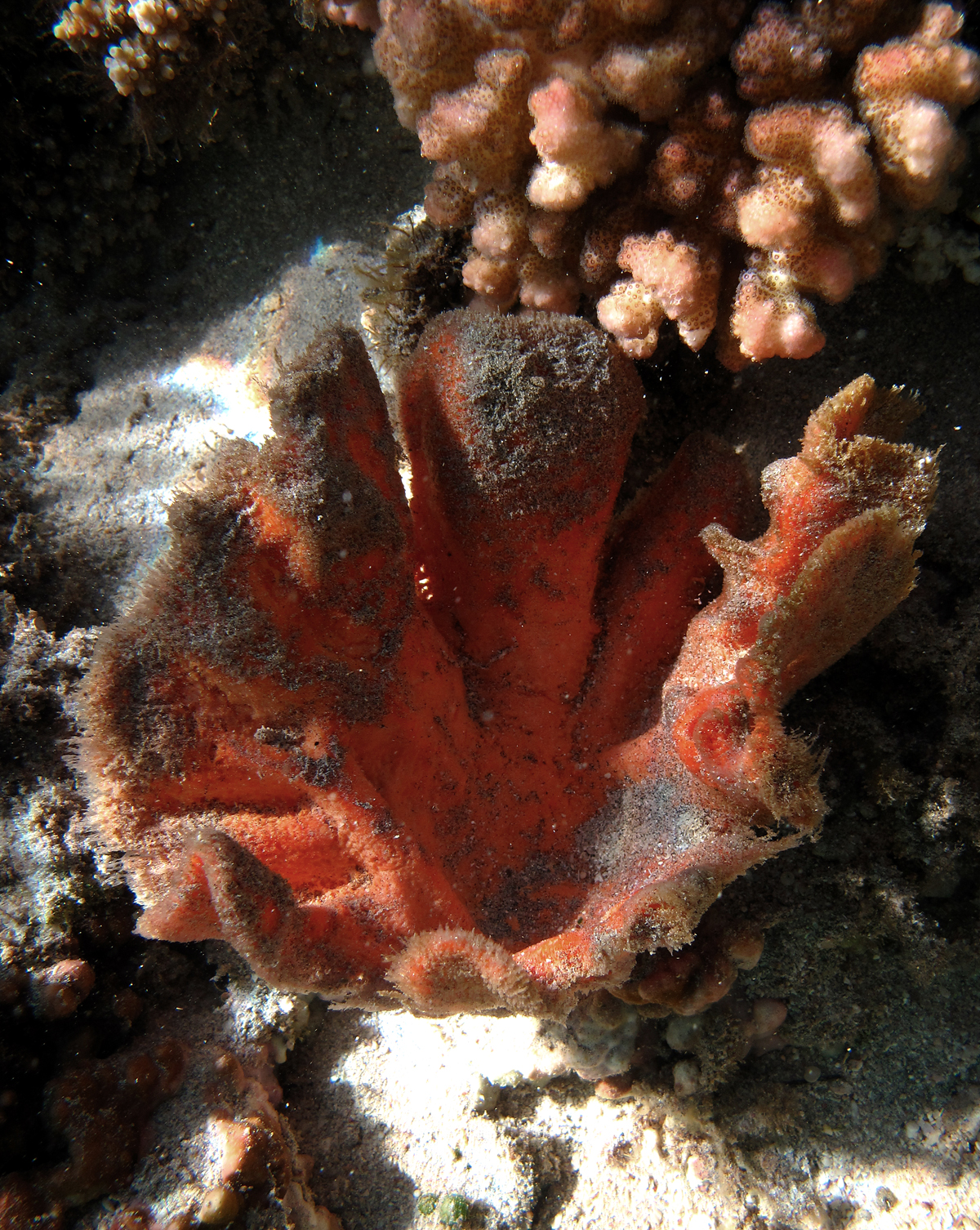
Éponge.
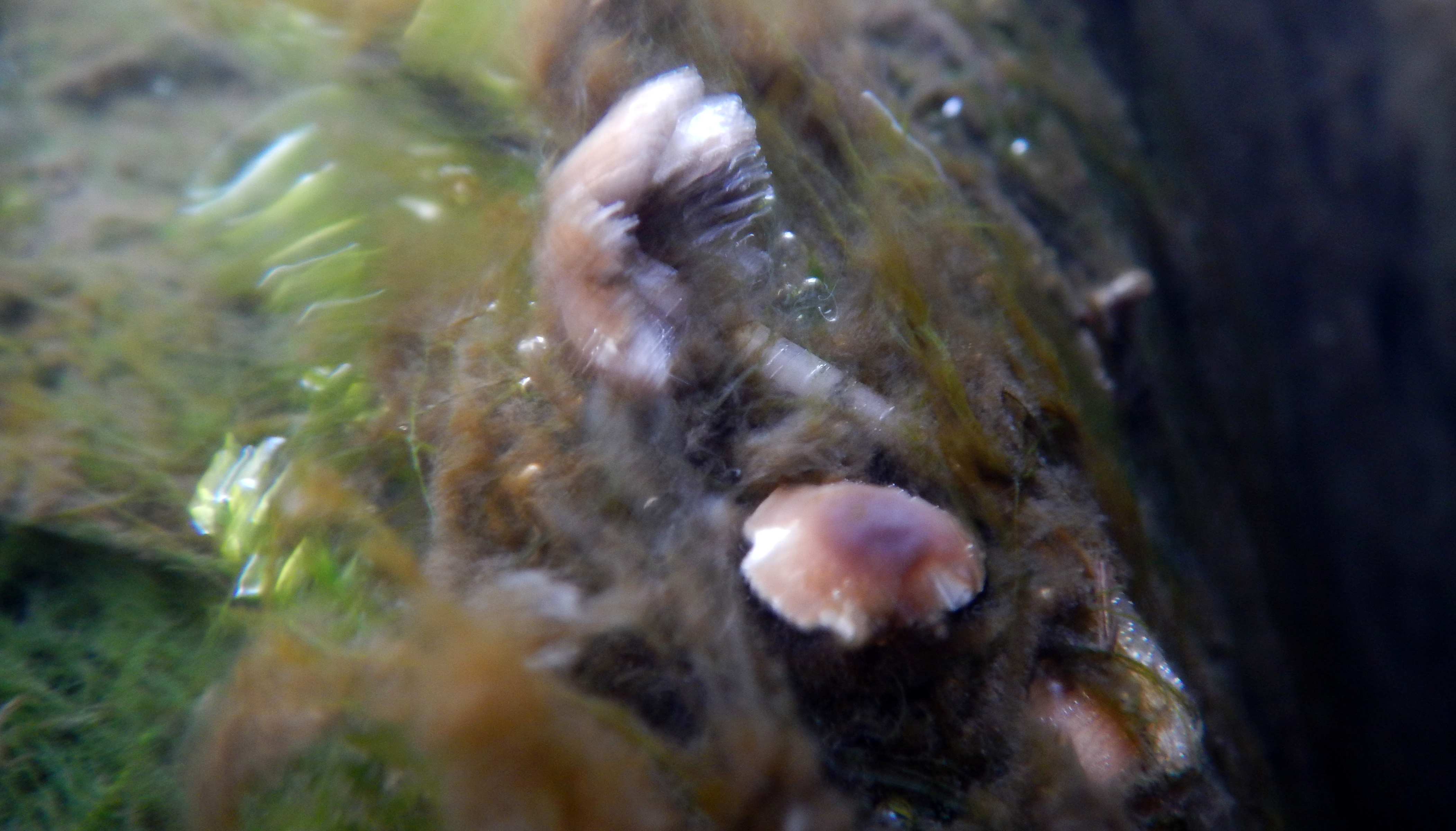
Champignons.
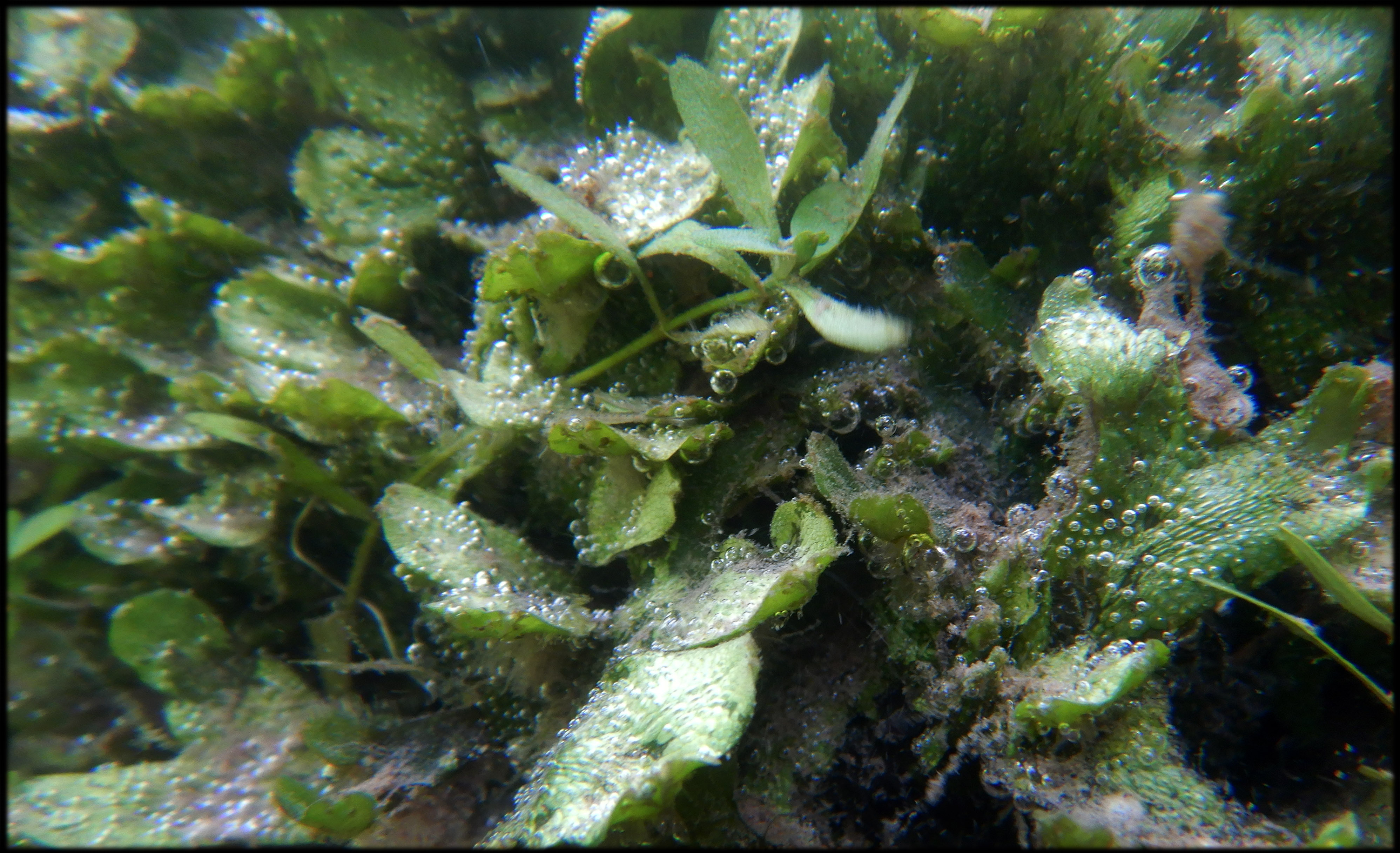
Hépatiques.
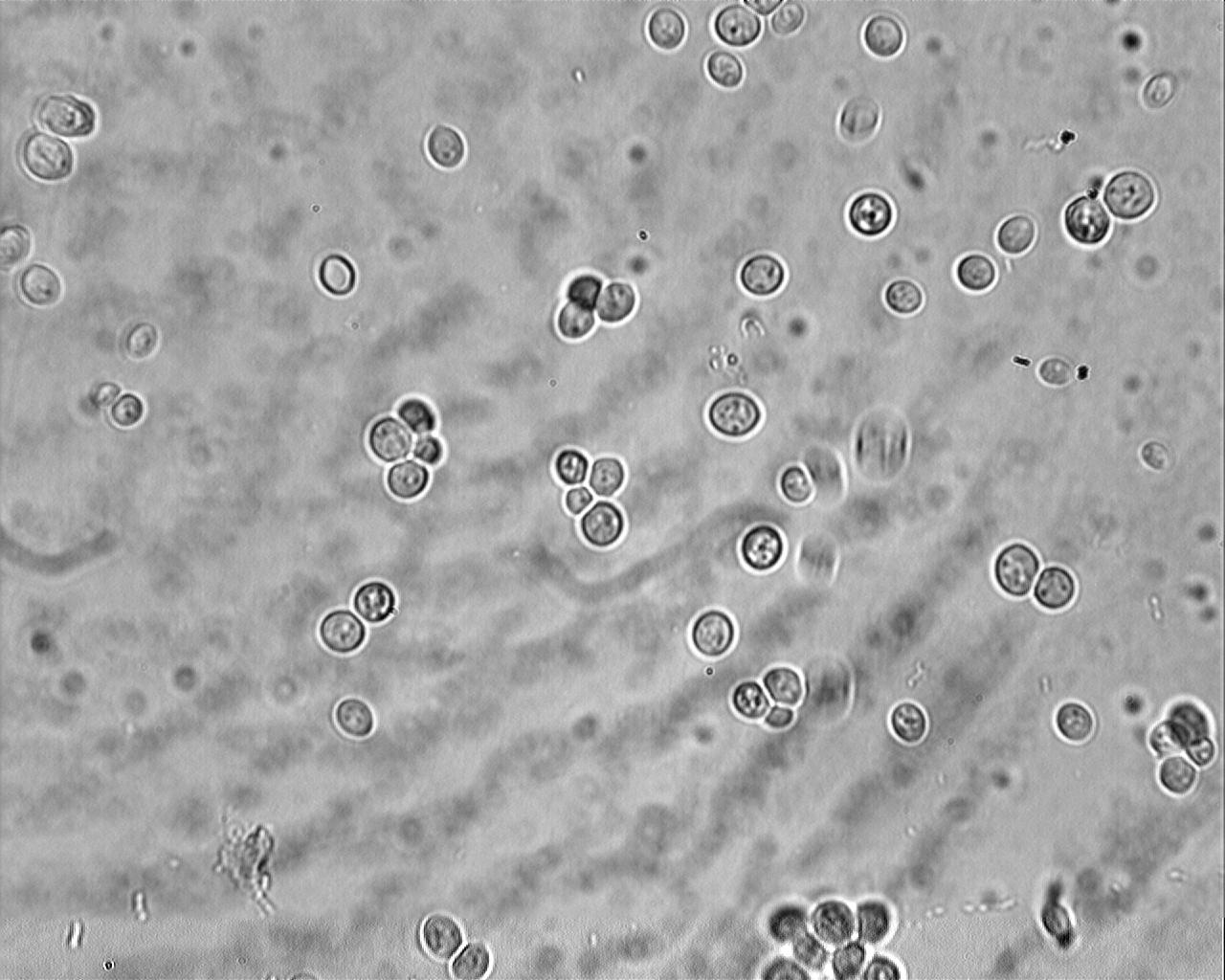
Levures.

#### Calcaires bioclastiques et dolomites du Dévonien
Au nord de Roquebrun (route Olargues), des calcaires bioclastiques du Dévonien, ainsi que des dolomites typique d'un plateau continental sont tous d'anciens sols marins.

##### Dévonien (419 à 358 Ma)
Les sols sur lesquels se trouve Roquebrun, au Dévonien se situaient au-dessus du 30° de latitude sud sous le tropique du Capricorne, ce qui correspond à la position ou se trouve le nord de l’Afrique du Sud, ou la Namibie actuelle.
Le climat est chaud à aride. C'est donc une mer chaude tropicale qui se trouve là où est Roquebrun. La température moyenne de la Terre est de 20 °C (+ 7 °C par rapport à aujourd'hui). Le taux ce CO2 est 8 fois supérieur au taux de CO2 d'aujourd'hui. Les températures ont augmenté par rapport à l'Ordovicien (qui connaissait une ère glaciaire), avec un taux de CO2 plus bas dû en partie à l'évolution de la flore, qui sur les continents connaît les premières forêts (pro-gymnospermes).

##### Habitatdu Dévonien
Faune
La faune marine se compose de gastéropodes, lamellibranches (ou bivalves), branchiopodes, bryozoaires, polypiers, céphalopodes et de cnidaires, telles que méduses, anémones et coraux.
La faune des calcaires de Mont-Peyroux du Dévonien inférieur est située à 3 kilomètres au-dessus de Roquebrun.
Flore terrestre
Le Dévonien connaît sur les continents, les premières forêts (pro-gymnospermes).
Galerie

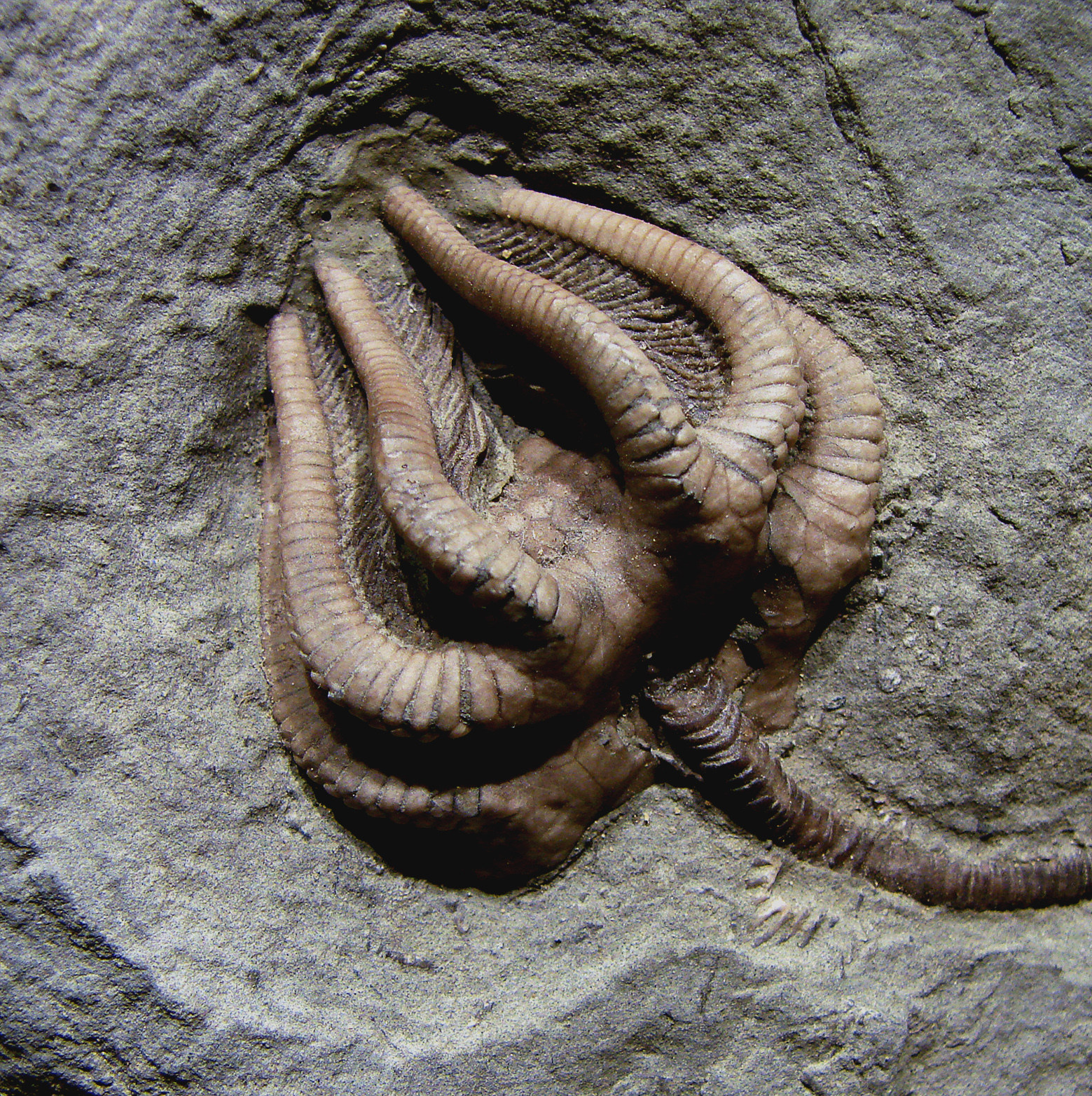
Crinoïdes.
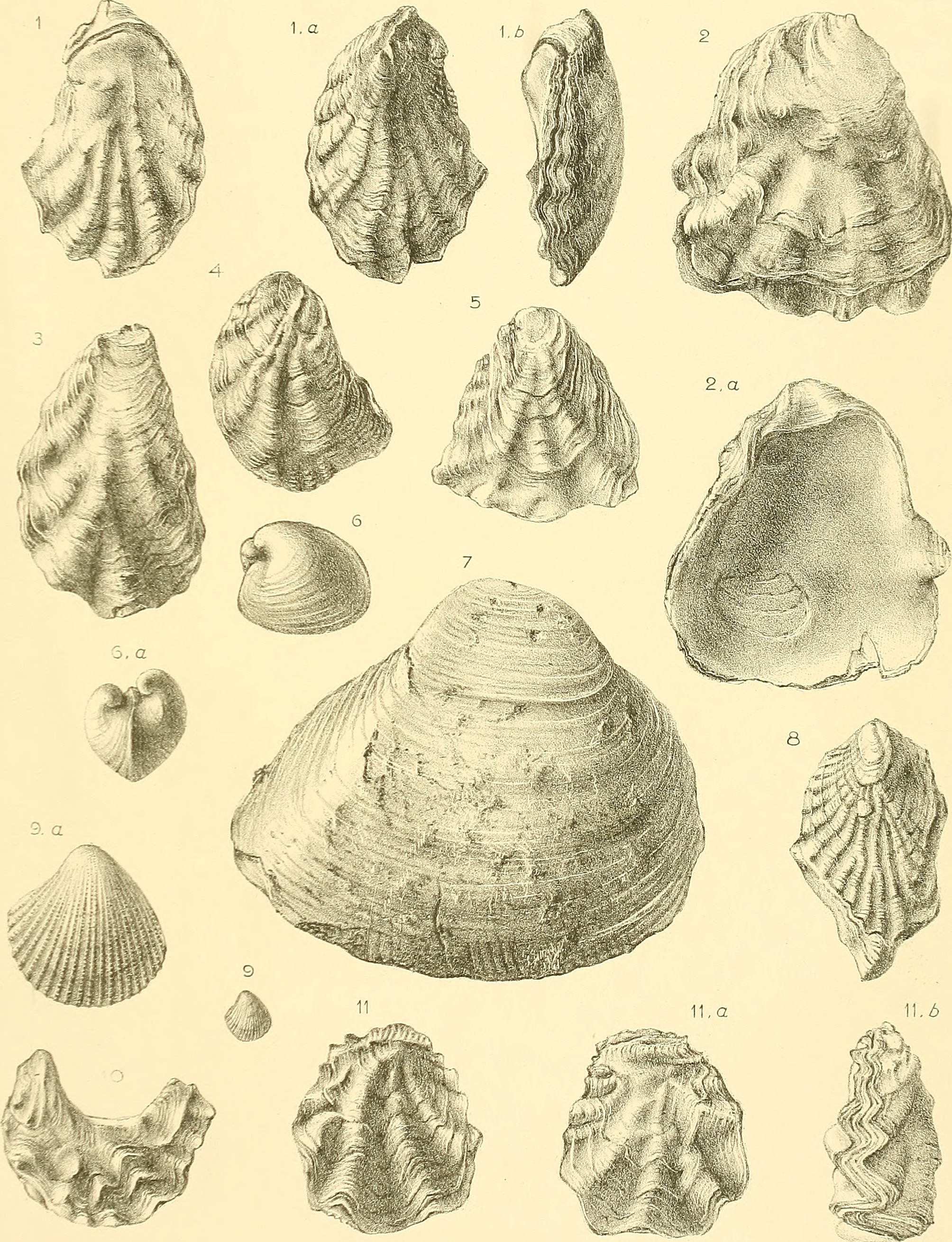
Lamellibranches ou bivalves.
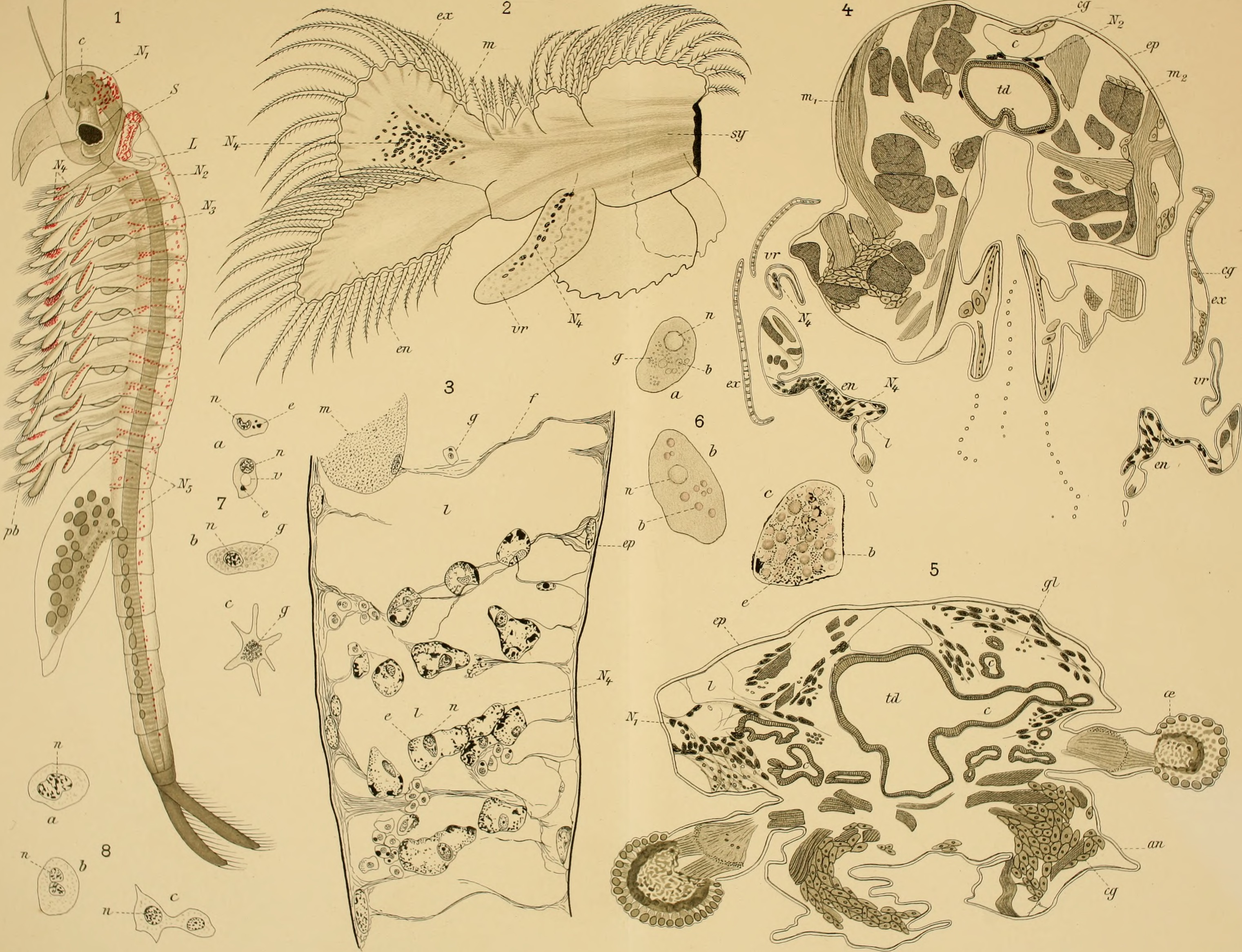
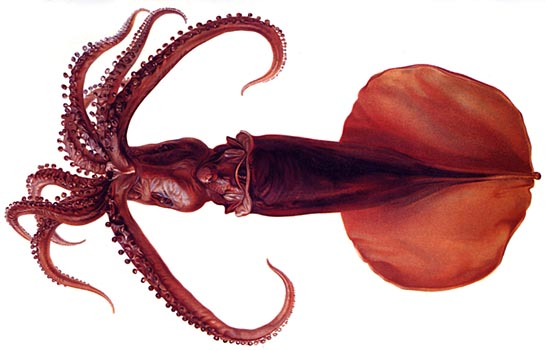
Céphalopodes.
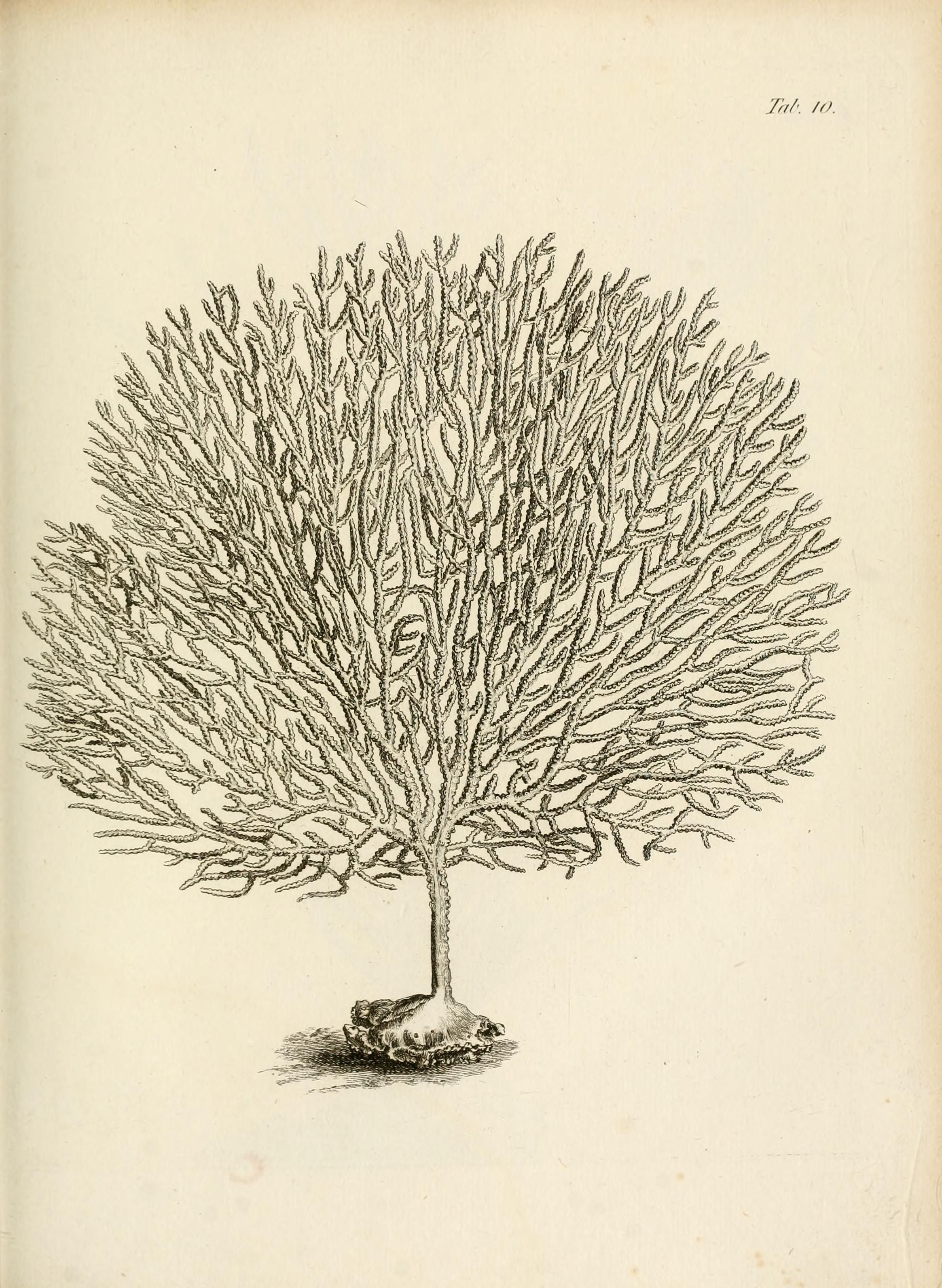
Polypiers.
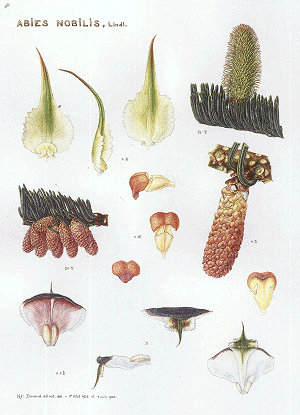
Gymnospermes.

### Milieux naturels et biodiversité

#### Espaces protégés
La protection réglementaire est le mode d’intervention le plus fort pour préserver des espaces naturels remarquables et leur biodiversité associée,.
Un  espace protégé est présent sur la commune : 
le parc naturel régional du Haut-Languedoc, créé en 1973 et d'une superficie de 307 184 ha, qui s'étend sur 118 communes et deux départements. Implanté de part et d’autre de la ligne de partage des eaux entre Océan Atlantique et mer Méditerranée, ce territoire est un véritable balcon dominant les plaines viticoles du Languedoc et les étendues céréalières du Lauragais,.

#### Zones naturelles d'intérêt écologique, faunistique et floristique
L’inventaire des zones naturelles d'intérêt écologique, faunistique et floristique (ZNIEFF) a pour objectif de réaliser une couverture des zones les plus intéressantes sur le plan écologique, essentiellement dans la perspective d’améliorer la connaissance du patrimoine naturel national et de fournir aux différents décideurs un outil d’aide à la prise en compte de l’environnement dans l’aménagement du territoire.
Deux ZNIEFF de type 1 sont recensées sur la commune :
les « Adrets de l'Esquirol et du Bouis Nègre » (257 ha) et 
la « vallée de l'Orb » (634 ha), couvrant 8 communes du département
et une ZNIEFF de type 2, : 
la « montagne noire centrale » (34 724 ha), couvrant 27 communes du département.

Carte des ZNIEFF de type 1 et 2 à Roquebrun.
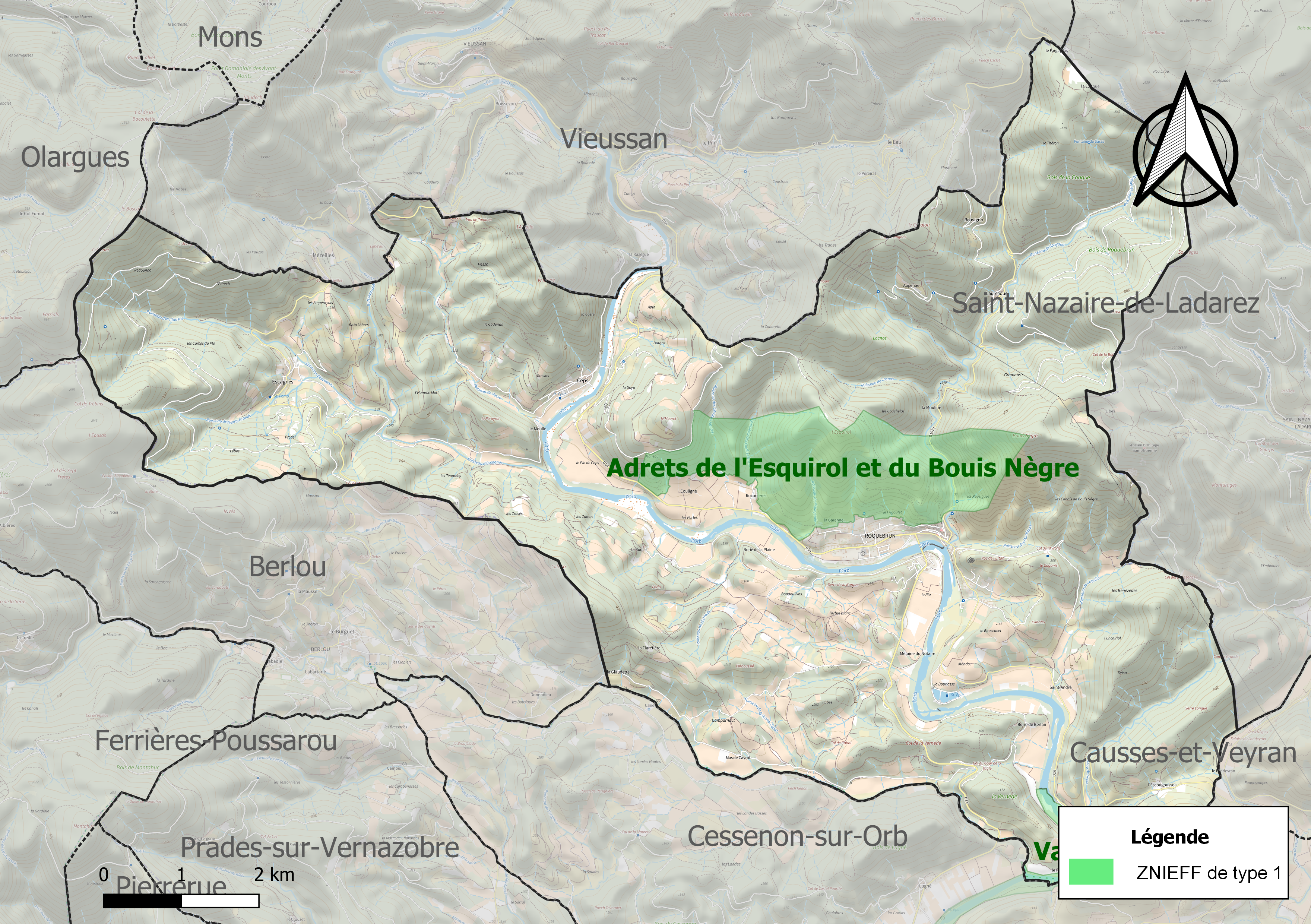
Carte des ZNIEFF de type 1 sur la commune.
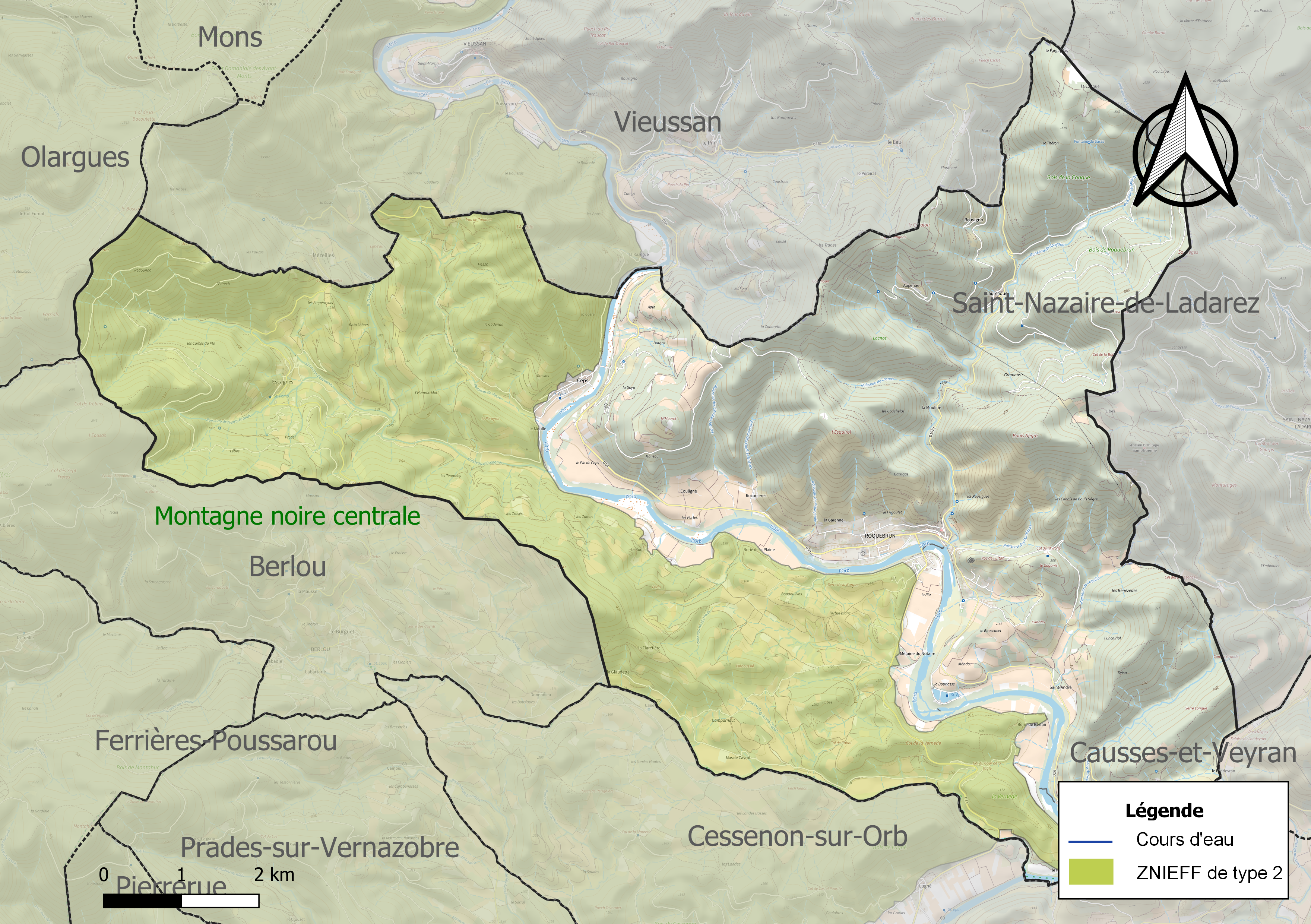
Carte de la ZNIEFF de type 2 sur la commune.

#### Autres milieux
La végétation est principalement composée de vignobles et de buissons de chênes verts. Les pins parasols, les pins d'Alep et une grande variété d’arbres et d'arbustes abondent aux abords de l'Orb et dans les collines. Les pentes inférieures sont couvertes d'essences de la garrigue (cistes, thym, romarin et arbousiers), et parfois d'oliveraies. À noter la présence d'au moins un spécimen d'oranger des Osages dans la roseraie, en contrebas du cimetière[réf. nécessaire].

## Urbanisme

### Typologie
Au 1er janvier 2024, Roquebrun est catégorisée commune rurale à habitat dispersé, selon la nouvelle grille communale de densité à sept niveaux définie par l'Insee en 2022.
Elle est située hors unité urbaine et hors attraction des villes,.

### Occupation des sols
L'occupation des sols de la commune, telle qu'elle ressort de la base de données européenne d’occupation biophysique des sols Corine Land Cover (CLC), est marquée par l'importance des forêts et milieux semi-naturels (69 % en 2018), en diminution par rapport à 1990 (75,9 %). La répartition détaillée en 2018 est la suivante : 
forêts (55,2 %), cultures permanentes (17,5 %), milieux à végétation arbustive et/ou herbacée (13,8 %), zones agricoles hétérogènes (12,2 %), zones urbanisées (1,3 %). L'évolution de l’occupation des sols de la commune et de ses infrastructures peut être observée sur les différentes représentations cartographiques du territoire : la carte de Cassini (XVIIIe siècle), la carte d'état-major (1820-1866) et les cartes ou photos aériennes de l'IGN pour la période actuelle (1950 à aujourd'hui).

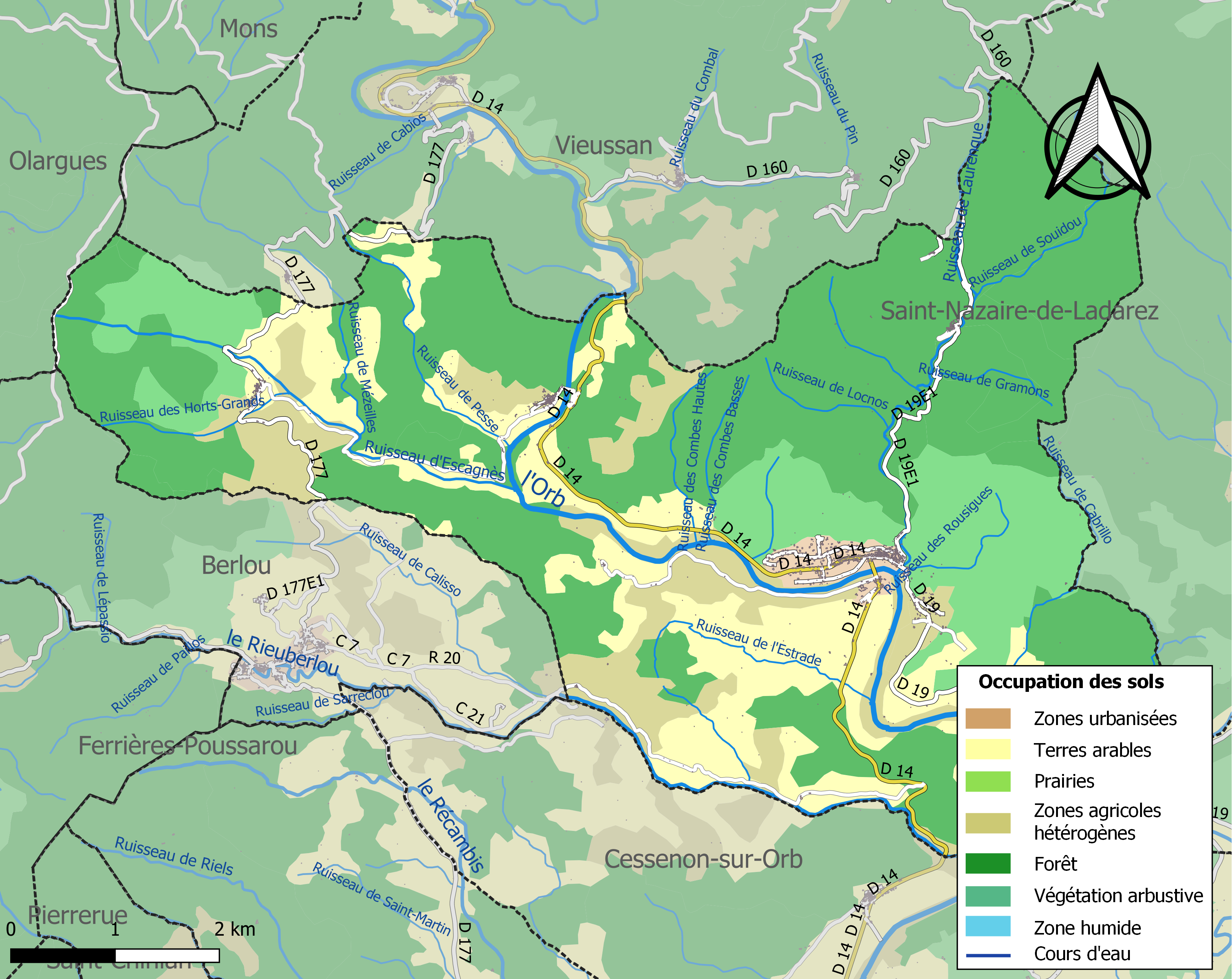
Carte des infrastructures et de l'occupation des sols de la commune en 2018 (CLC).

### Risques majeurs
Le territoire de la commune de Roquebrun est vulnérable à différents aléas naturels : météorologiques (tempête, orage, neige, grand froid, canicule ou sécheresse), inondations, feux de forêts et séisme (sismicité très faible). Il est également exposé à un risque technologique, la rupture d'un barrage, et à un risque particulier : le risque de radon. Un site publié par le BRGM permet d'évaluer simplement et rapidement les risques d'un bien localisé soit par son adresse soit par le numéro de sa parcelle.

#### Risques naturels
Certaines parties du territoire communal sont susceptibles d’être affectées par le risque d’inondation par débordement de cours d'eau, notamment l'Orb, le Rieuberlou et le ruisseau de Landeyran. La commune a été reconnue en état de catastrophe naturelle au titre des dommages causés par les inondations et coulées de boue survenues en 1982, 1987, 1992, 1995, 1996, 2005, 2014, 2016 et 2018,.
Roquebrun est exposée au risque de feu de forêt. Un plan départemental de protection des forêts contre les incendies (PDPFCI) a été approuvé en juin 2013 et court jusqu'en 2022, où il doit être renouvelé. Les mesures individuelles de prévention contre les incendies sont précisées par deux arrêtés préfectoraux et s’appliquent dans les zones exposées aux incendies de forêt et à moins de 200 mètres de celles-ci. L’arrêté du 25 avril 2002 réglemente l'emploi du feu en interdisant notamment d’apporter du feu, de fumer et de jeter des mégots de cigarette dans les espaces sensibles et sur les voies qui les traversent sous peine de sanctions. L'arrêté du 11 mars 2013 rend le débroussaillement obligatoire, incombant au propriétaire ou ayant droit,.

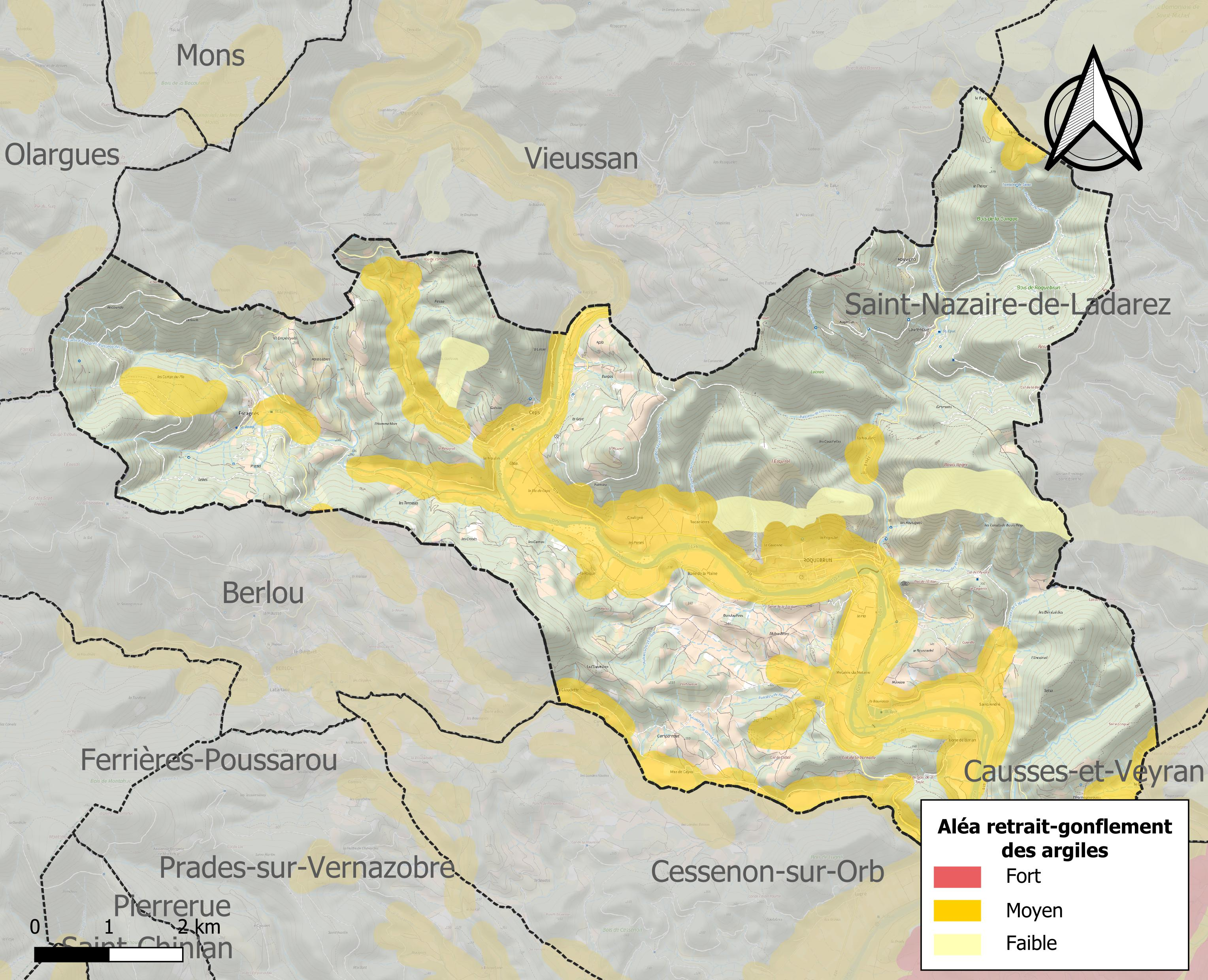
Carte des zones d'aléa retrait-gonflement des sols argileux de Roquebrun.

Le retrait-gonflement des sols argileux est susceptible d'engendrer des dommages importants aux bâtiments en cas d’alternance de périodes de sécheresse et de pluie. 24,2 % de la superficie communale est en aléa moyen ou fort (59,3 % au niveau départemental et 48,5 % au niveau national). Sur les 600 bâtiments dénombrés sur la commune en 2019, 463 sont en aléa moyen ou fort, soit 77 %, à comparer aux 85 % au niveau départemental et 54 % au niveau national. Une cartographie de l'exposition du territoire national au retrait gonflement des sols argileux est disponible sur le site du BRGM,.
Par ailleurs, afin de mieux appréhender le risque d’affaissement de terrain, l'inventaire national des cavités souterraines permet de localiser celles situées sur la commune.

#### Risques technologiques
La commune est en outre située en aval du Barrage des monts d'Orb, un ouvrage de classe A sur l'Orb, mis en service en 1961 et disposant d'une retenue de 30,6 millions de mètres cubes. À ce titre elle est susceptible d’être touchée par l’onde de submersion consécutive à la rupture de cet ouvrage.

#### Risque particulier
Dans plusieurs parties du territoire national, le radon, accumulé dans certains logements ou autres locaux, peut constituer une source significative d’exposition de la population aux rayonnements ionisants. Certaines communes du département sont concernées par le risque radon à un niveau plus ou moins élevé. Selon la classification de 2018, la commune de Roquebrun est classée en zone 2, à savoir zone à potentiel radon faible mais sur lesquelles des facteurs géologiques particuliers peuvent faciliter le transfert du radon vers les bâtiments.

## Toponymie
La commune est connue sous les variantes : « Roquebrune », « Rocha-bruna », « Rocabruna », « Rocabrunum » et « Rocabrun », « castel quem vocant Rocabruna » vers 1036.

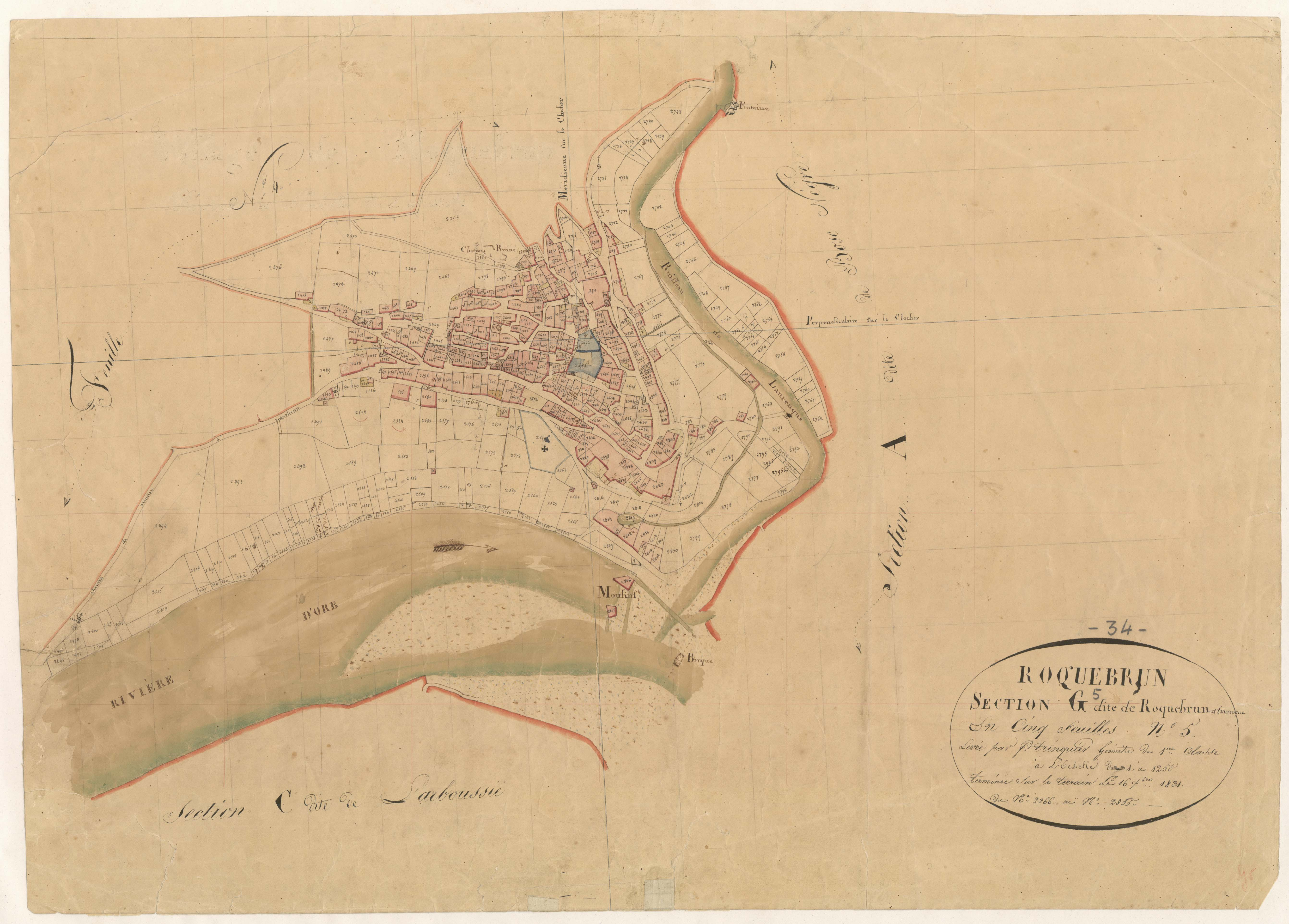
Cadastre napoléonien : plan de la section G5 de Laurenque et Roquebrun (1831).

## Histoire
Les traces d'occupation de la commune sont très anciennes puisqu'elles remontent aux temps préhistoriques. Des vestiges d'habitats du Néolithique ont été retrouvés sur le territoire de la commune. Plus tard, les Romains occupent la région en vue de la protection de la voie Narbonnaise et du développement de la Province. Puis, à partir de 370, c'est le temps des invasions. D'abord des Wisigoths vers 370, puis des Arabes vers 719 et enfin des Francs menés par Charles Martel, vainqueur des musulmans en 732 à Poitiers. En 800, des châteaux forts furent construits le long de la Montagne Noire par les rois Carolingiens pour se protéger des invasions barbares pouvant venir du sud. C'est à la même époque, aux environs de 900, que le château de Roquebrun fut édifié. Le seul vestige qui en demeure est sa tour. C’est une petite tour carrée, exiguë et inhabitable qui prolonge un piton rocheux très mince et abrupt, s’érigeant au bout d’une crête. Au pied de ce piton se dressaient probablement une ou deux salles adossées au mur d’une minuscule terrasse remparée. Dans la partie supérieure de la tour, des trous marquent la place des hourds, échafaudages en bois employés dès les premiers temps de la féodalité et auxquels ont été substitués les mâchicoulis et les créneaux. Ce château, qui devait être muraillé, a appartenu successivement aux vicomtes de Béziers et de Toulouse.

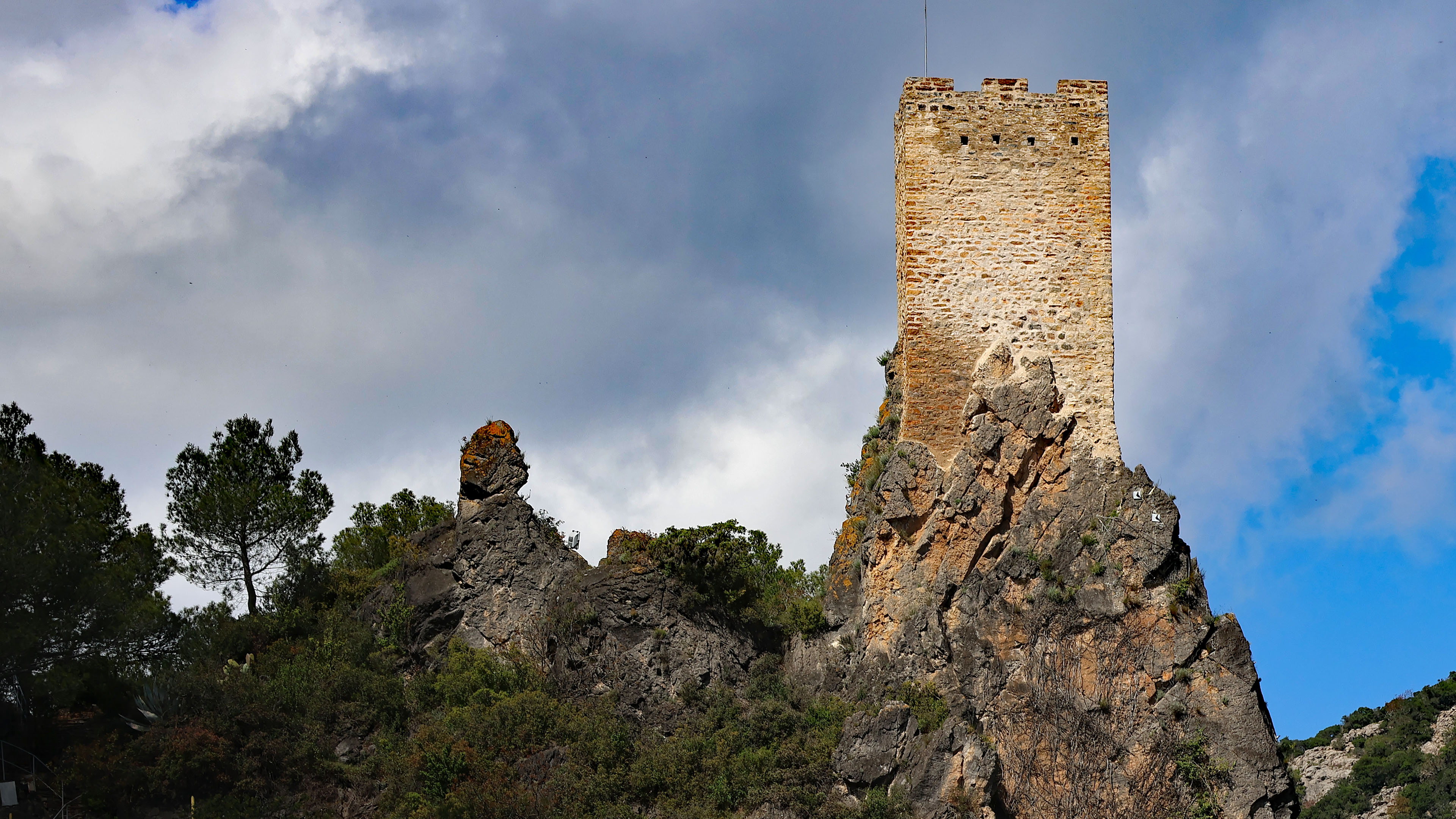
La tour.

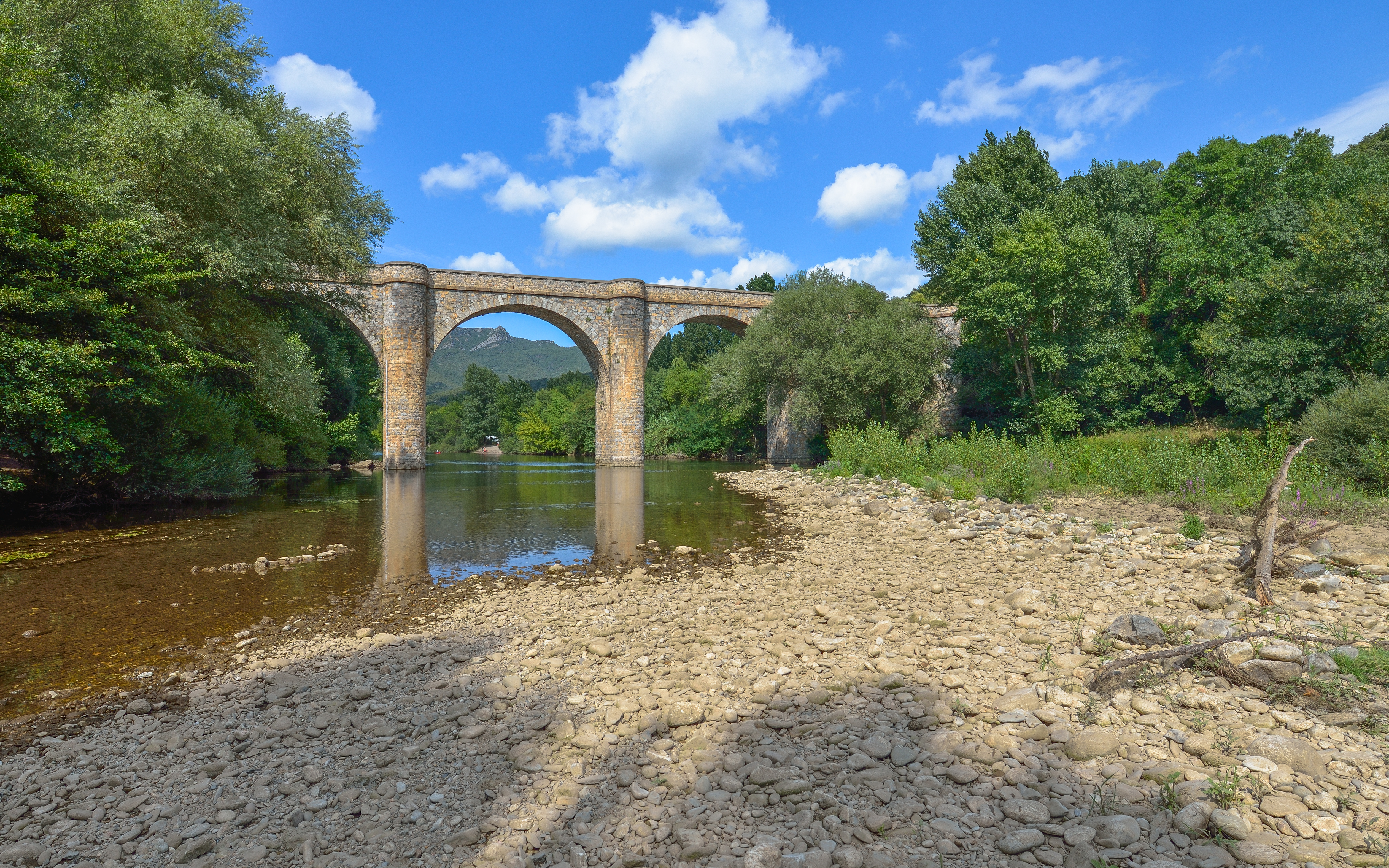
Pont de Ceps

Durant le Moyen Âge, la majorité de la population exploite les pêchers, les oliviers et la vigne. Sur les collines, ils élèvent des moutons, et des chèvres et ramassent des châtaignes, notamment pour en faire de la farine. La population fut durement touchée par la peste noire, puis plus tard par le choléra(il n'y a eu qu'un mort en 1854 par cette maladie, pas d'autres traces dans les registres historiques donc info à revoir) et la tuberculose.
En 1761, le territoire de Roquebrun s’étendait au-delà des limites actuelles : les écarts de Laurenque, Ceps (Seps), Escaniès (Escagnès), Pulhan et Plaussenous dépendaient de la communauté d’habitants de Roquebrun. En 1790, le hameau de Plaussenous est rattaché à Vieussan. Au cours de la Révolution française, la commune porte provisoirement le nom de Roc-Libre.
Au XIXe siècle, la population se développe rapidement, et plus encore à partir de 1820 grâce à la production vin. Un creux[Quoi ?] apparaîtra dans les années 1840 à cause des maladies de la vigne. Le transport ferroviaire était un moyen privilégié pour distribuer le vin ce qui cause d'ailleurs bien du tort au village quand ferme la ligne de chemin de fer reliant Béziers à son arrière-pays. Les ouvriers espagnols ont commencé à arriver dans le village dans les années 1850, puis les réfugiés de la guerre civile d'Espagne arriveront vers la fin des années 1930. Dans le village, un monument aux morts rend hommage aux seize personnes mortes durant la Première Guerre mondiale et à une personne morte durant la Seconde Guerre mondiale.

### Héraldique
|  | Les armoiries de Roquebrun se blasonnent ainsi : « De vair, au perle losangé d'or et de sable ». |

## Politique et administration
| Période   | Période   | Identité          | Étiquette | Qualité      |
| --------- | --------- | ----------------- | --------- | ------------ |
| 1947      | 1959      | Gabriel Bousquet  |           |              |
| 1959      | 1983      | Raoul Chabbert    |           |              |
| 1983      | mars 2001 | Michel Garriguenc |           |              |
| mars 2001 | mars 2008 | André Castel      | DVG       |              |
| mars 2008 | 2020      | Francine Marty    | SE        | Agricultrice |
| 2020      | En cours  | Catherine Lister  |           |              |

## Démographie
L'évolution du nombre d'habitants est connue à travers les recensements de la population effectués dans la commune depuis 1793. Pour les communes de moins de 10 000 habitants, une enquête de recensement portant sur toute la population est réalisée tous les cinq ans, les populations de référence des années intermédiaires étant quant à elles estimées par interpolation ou extrapolation. Pour la commune, le premier recensement exhaustif entrant dans le cadre du nouveau dispositif a été réalisé en 2008.

En 2022, la commune comptait 603 habitants, en évolution de −0,33 % par rapport à 2016 (Hérault : +7,49 %, France hors Mayotte : +2,11 %).
| 1793  | 1800  | 1806  | 1821  | 1831  | 1836  | 1841  | 1846  | 1851  |
| ----- | ----- | ----- | ----- | ----- | ----- | ----- | ----- | ----- |
| 1 310 | 1 332 | 1 432 | 1 409 | 1 455 | 1 470 | 1 427 | 1 416 | 1 408 |

| 1856  | 1861  | 1866  | 1872  | 1876  | 1881  | 1886  | 1891  | 1896  |
| ----- | ----- | ----- | ----- | ----- | ----- | ----- | ----- | ----- |
| 1 402 | 1 388 | 1 343 | 1 275 | 1 263 | 1 204 | 1 139 | 1 093 | 1 006 |

| 1901  | 1906  | 1911 | 1921  | 1926 | 1931 | 1936 | 1946 | 1954 |
| ----- | ----- | ---- | ----- | ---- | ---- | ---- | ---- | ---- |
| 1 002 | 1 089 | 976  | 1 019 | 974  | 934  | 896  | 817  | 721  |

| 1962 | 1968 | 1975 | 1982 | 1990 | 1999 | 2006 | 2008 | 2013 |
| ---- | ---- | ---- | ---- | ---- | ---- | ---- | ---- | ---- |
| 723  | 663  | 569  | 573  | 550  | 576  | 545  | 535  | 590  |

| 2018 | 2022 | - | - | - | - | - | - | - |
| ---- | ---- | - | - | - | - | - | - | - |
| 604  | 603  | - | - | - | - | - | - | - |

Il convient de différencier la population sédentaire et estivale. En 2009, la population approchait les 600 habitants, la plupart dans le village de Roquebrun et les hameaux des Ceps et du Laurenque. En été, la population atteint parfois 2 000 personnes. Les maisons de village ont été rénovées et de nouvelles maisons bâties, souvent pour servir de résidences secondaires à des Français aussi bien que des estivants étrangers (Belges, Néerlandais, Allemands, Britanniques, Scandinaves, Irlandais, Russes, Américains, etc.)[réf. nécessaire].

## Économie

### Revenus
En 2018, la commune compte 300 ménages fiscaux, regroupant 571 personnes. La médiane du revenu disponible par unité de consommation est de 17 470 € (20 330 € dans le département).

### Emploi
|                | 2008   | 2013   | 2018   |
| -------------- | ------ | ------ | ------ |
| Commune        | 6,5 %  | 11,1 % | 11,5 % |
| Département    | 10,1 % | 11,9 % | 12 %   |
| France entière | 8,3 %  | 10 %   | 10 %   |

En 2018, la population âgée de 15 à 64 ans s'élève à 339 personnes, parmi lesquelles on compte 73,7 % d'actifs (62,2 % ayant un emploi et 11,5 % de chômeurs) et 26,3 % d'inactifs,. En  2018, le taux de chômage communal (au sens du recensement) des 15-64 ans est inférieur à celui du département, mais supérieur à celui de la France, alors qu'en 2008 il était inférieur à celui de la France.
La commune est hors attraction des villes,. Elle compte 198 emplois en 2018, contre 175 en 2013 et 139 en 2008. Le nombre d'actifs ayant un emploi résidant dans la commune est de 215, soit un indicateur de concentration d'emploi de 91,9 % et un taux d'activité parmi les 15 ans ou plus de 47,6 %.
Sur ces 215 actifs de 15 ans ou plus ayant un emploi, 130 travaillent dans la commune, soit 61 % des habitants. Pour se rendre au travail, 70,2 % des habitants utilisent un véhicule personnel ou de fonction à quatre roues, 2,8 % les transports en commun, 14 % s'y rendent en deux-roues, à vélo ou à pied et 13 % n'ont pas besoin de transport (travail au domicile).

### Activités hors agriculture

#### Secteurs d'activités
67 établissements sont implantés  à Roquebrun au 31 décembre 2019. Le tableau ci-dessous en détaille le nombre par secteur d'activité et compare les ratios avec ceux du département,.
| Secteur d'activité                                                                                        | Commune | Commune | Département |
| Secteur d'activité                                                                                        | Nombre  | %       | %           |
| --- | ------- | ------- | ----------- |
| Ensemble                                                                                                  | 67      | 100 %   | (100 %)     |
| Industrie manufacturière, industries extractives et autres                                                | 6       | 9 %     | (6,7 %)     |
| Construction                                                                                              | 10      | 14,9 %  | (14,1 %)    |
| Commerce de gros et de détail, transports, hébergement et restauration                                    | 20      | 29,9 %  | (28 %)      |
| Information et communication                                                                              | 1       | 1,5 %   | (3,3 %)     |
| Activités financières et d'assurance                                                                      | 2       | 3 %     | (3,2 %)     |
| Activités immobilières                                                                                    | 6       | 9 %     | (5,3 %)     |
| Activités spécialisées, scientifiques et techniques et activités de services administratifs et de soutien | 12      | 17,9 %  | (17,1 %)    |
| Administration publique, enseignement, santé humaine et action sociale                                    | 2       | 3 %     | (14,2 %)    |
| Autres activités de services                                                                              | 8       | 11,9 %  | (8,1 %)     |

Le secteur du commerce de gros et de détail, des transports, de l'hébergement et de la restauration est prépondérant sur la commune puisqu'il représente 29,9 % du nombre total d'établissements de la commune (20 sur les 67 entreprises implantées  à Roquebrun), contre 28 % au niveau départemental.

#### Entreprises et commerces
Les cinq entreprises ayant leur siège social sur le territoire communal qui génèrent le plus de chiffre d'affaires en 2020 sont : 
- Roc, restauration traditionnelle (231 k€) ;
- Laurent Monsarrat, restauration traditionnelle (176 k€) ;
- EURL Reflets Du Sud, commerce de gros (commerce interentreprises) de boissons (119 k€) ;
- Midi Estates, agences immobilières (61 k€) ;
- EURL Davies Gareth, conseil pour les affaires et autres conseils de gestion (52 k€).

L'économie est axée sur le tourisme et la production vinicole de la cave coopérative assurée par la présence de plusieurs producteurs sur la commune. S'y ajoutent les fruits et légumes. Il y a des artisans résidents, des artistes[Lesquels ?] et d'autres professionnels : une épicerie générale, deux restaurateurs, une pizzeria, deux cafés, un marchand de journaux, un point-chaud, une agence immobilière, etc. Des gîtes, chambres d'hôtes, camping hôtel ou habitations meublées sont disponibles pour l'accueil des estivaliers. Un petit marché prend place le vendredi matin. Les disponibilités d'un médecin ou d'une pharmacie sont situés à trois et neuf kilomètres du village.
Une caserne de pompiers, un bureau de poste et un office de tourisme se trouvent sur la commune. Une école primaire comportant deux classes accueille les petits Roquebrunais.

### Agriculture
La commune est dans le « Soubergues », une petite région agricole occupant le nord-est du département de l'Hérault. En 2020, l'orientation technico-économique de l'agriculture  sur la commune est la viticulture. 
|               | 1988 | 2000 | 2010 | 2020 |
| ------------- | ---- | ---- | ---- | ---- |
| Exploitations | 96   | 65   | 43   | 43   |
| SAU (ha)      | 594  | 559  | 591  | 545  |

Le nombre d'exploitations agricoles en activité et ayant leur siège dans la commune est passé de 96 lors du recensement agricole de 1988  à 65 en 2000 puis à 43 en 2010 et enfin à 43 en 2020, soit une baisse de 55 % en 32 ans. Le même mouvement est observé à l'échelle du département qui a perdu pendant cette période 67 % de ses exploitations,. La surface agricole utilisée sur la commune a également diminué, passant de 594 ha en 1988 à 545 ha en 2020. Parallèlement la surface agricole utilisée moyenne par exploitation a augmenté, passant de 6 à 13 ha.

## Tourisme
On peut pratiquer à Roquebrun une grande variété de sports et d'activités culturelles ouvertes à tous. Des structures de locations permettent des instants récréatifs sur le cours d'eau de l'Orb, en kayaks, canoës ou pédalo. Une autre structure de location assure des descentes de la montagne à trottinette. Le jardin méditerranéen, ancien jardin d'acclimatation, au pied de la tour, surplombe la vallée.
La Fête des Mimosas, qui a lieu le deuxième dimanche de février, est le principal événement de l'année. Il y a plusieurs autres fêtes et marchés particuliers, telles que « la nourriture régionale et de la poterie », des concerts et des spectacles danses. On peut y pratiquer la pêche dans l’Orb et la chasse au sanglier qui commence le 15 août et se termine à la mi-janvier.

## Culture locale et patrimoine
Par arrêté du 6 janvier 2023 Roquebrun est classé site patrimonial remarquable  "en raison de la qualité et de la valeur d'ensemble de son patrimoine, la conservation, la restauration, la réhabilitation et la mise en valeur de l'ensemble formé par le noyau médiéval de la commune de Roquebrun, ses faubourgs et son écrin paysager présentent un intérêt public au point de vue historique, architectural, archéologique, artistique et paysager". 
- Chapelle Saint-Pontien.Église Saint-André de Roquebrun.
- Église Saint-Pontien de Ceps.
- Chapelle d'Escagnès.
- Chapelle de Roquebrun.

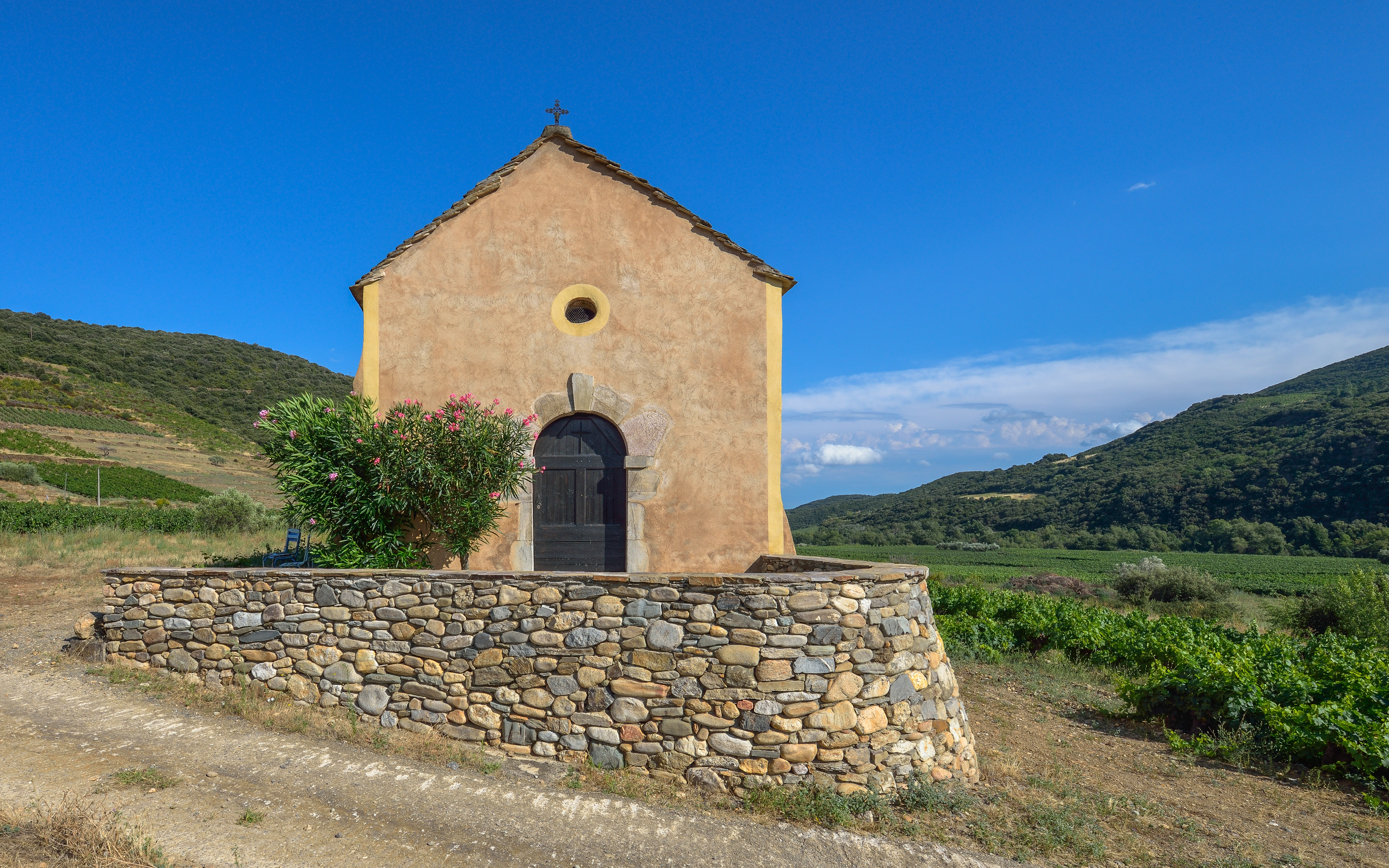
Chapelle Saint-Pontien.

- Chapelle Saint-Pontien de Baraussan du Plo de Ceps.

La cave de Roquebrun fait partie du patrimoine créé en 1967.
En 2004, le village de Roquebrun bénéficie d'une appellation d'origine contrôlée décernée par l'INAO ; cette classification donne au village le droit d'utiliser l'appellation Saint-Chinian[réf. nécessaire].
- Ceps ;
- Vieussan ;
- Saint-Nazaire-de-Ladarez.

## Galerie

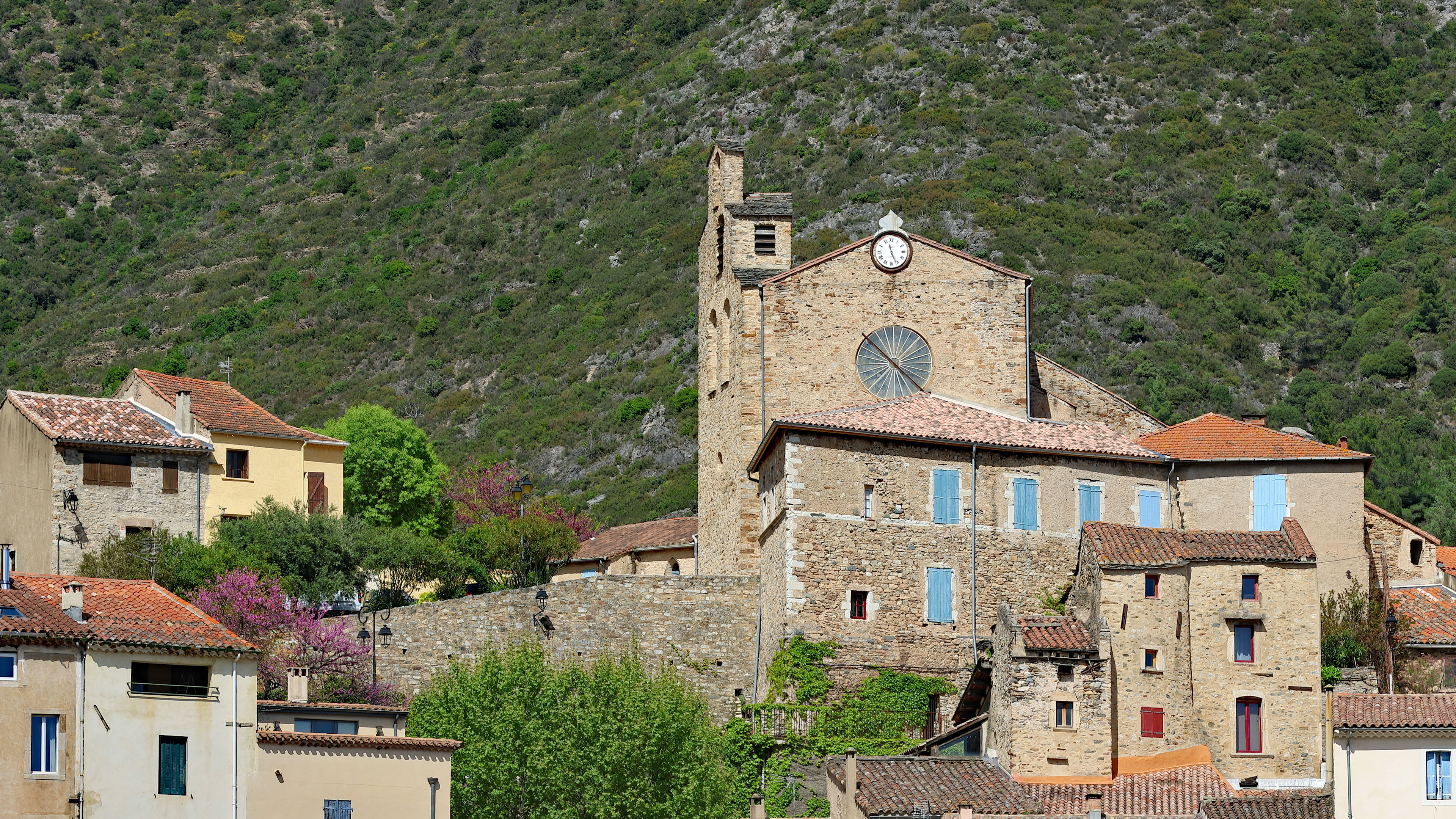
L'église St André.
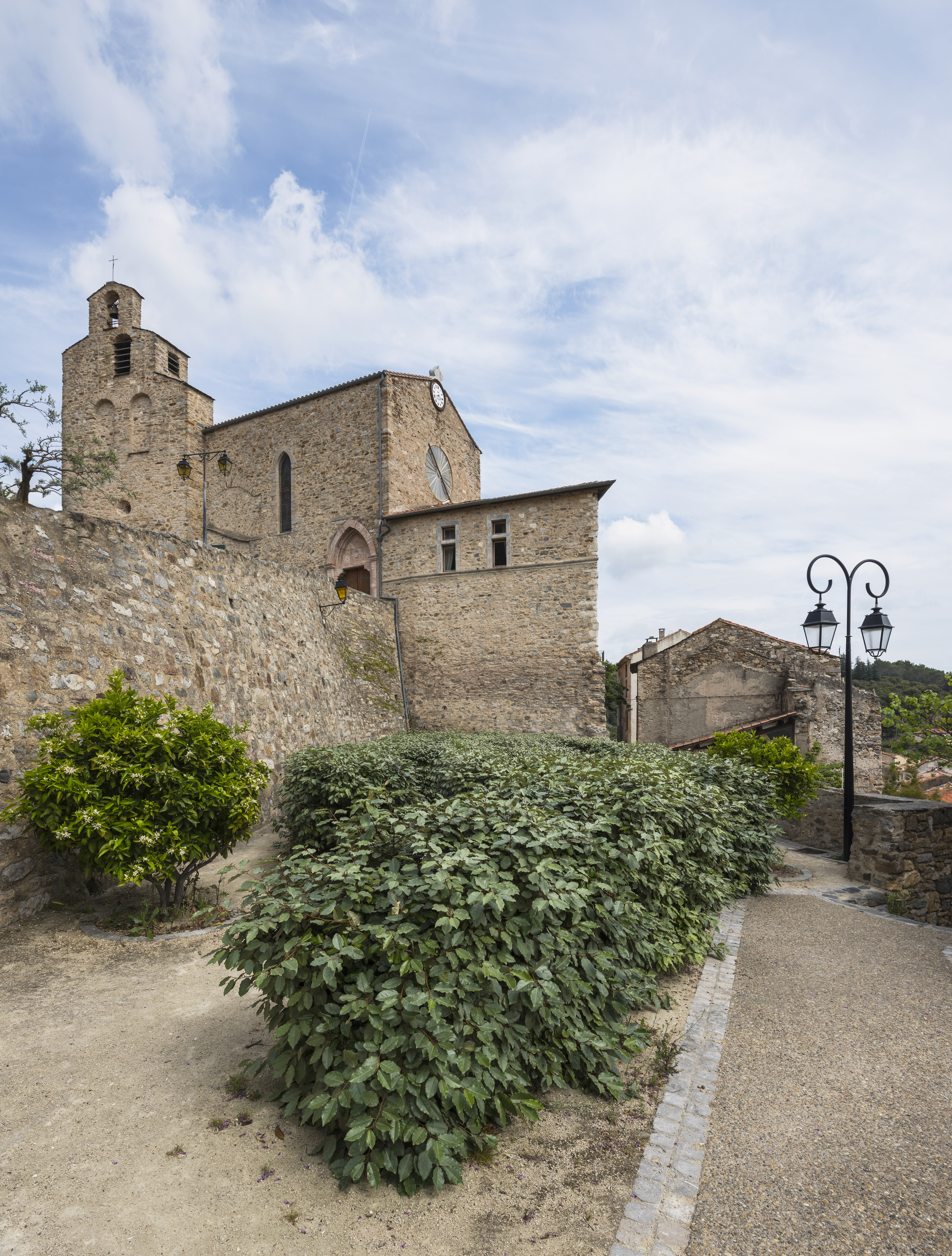
Église Saint-André de Roquebrun
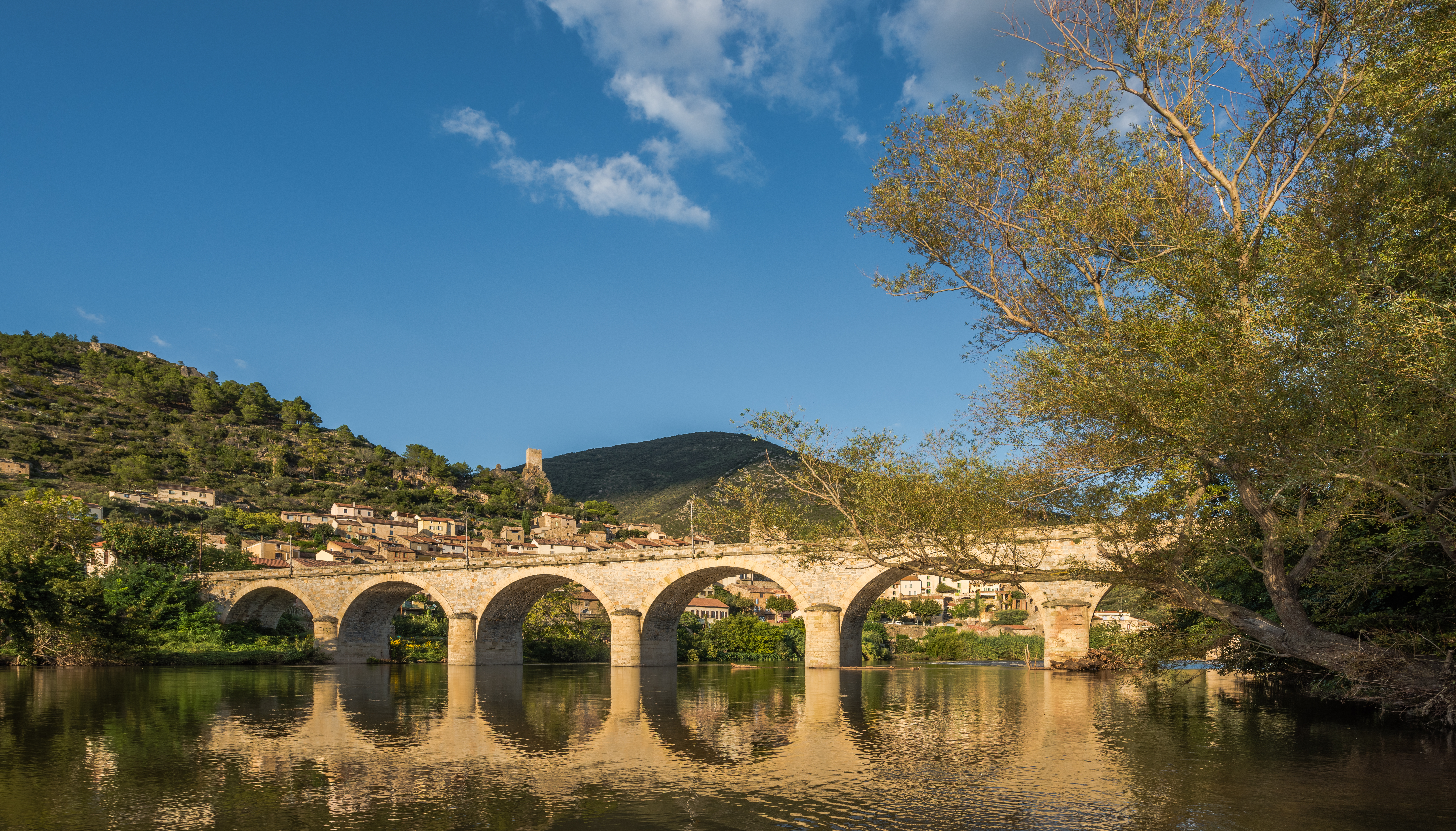
Le pont sur l'Orb.
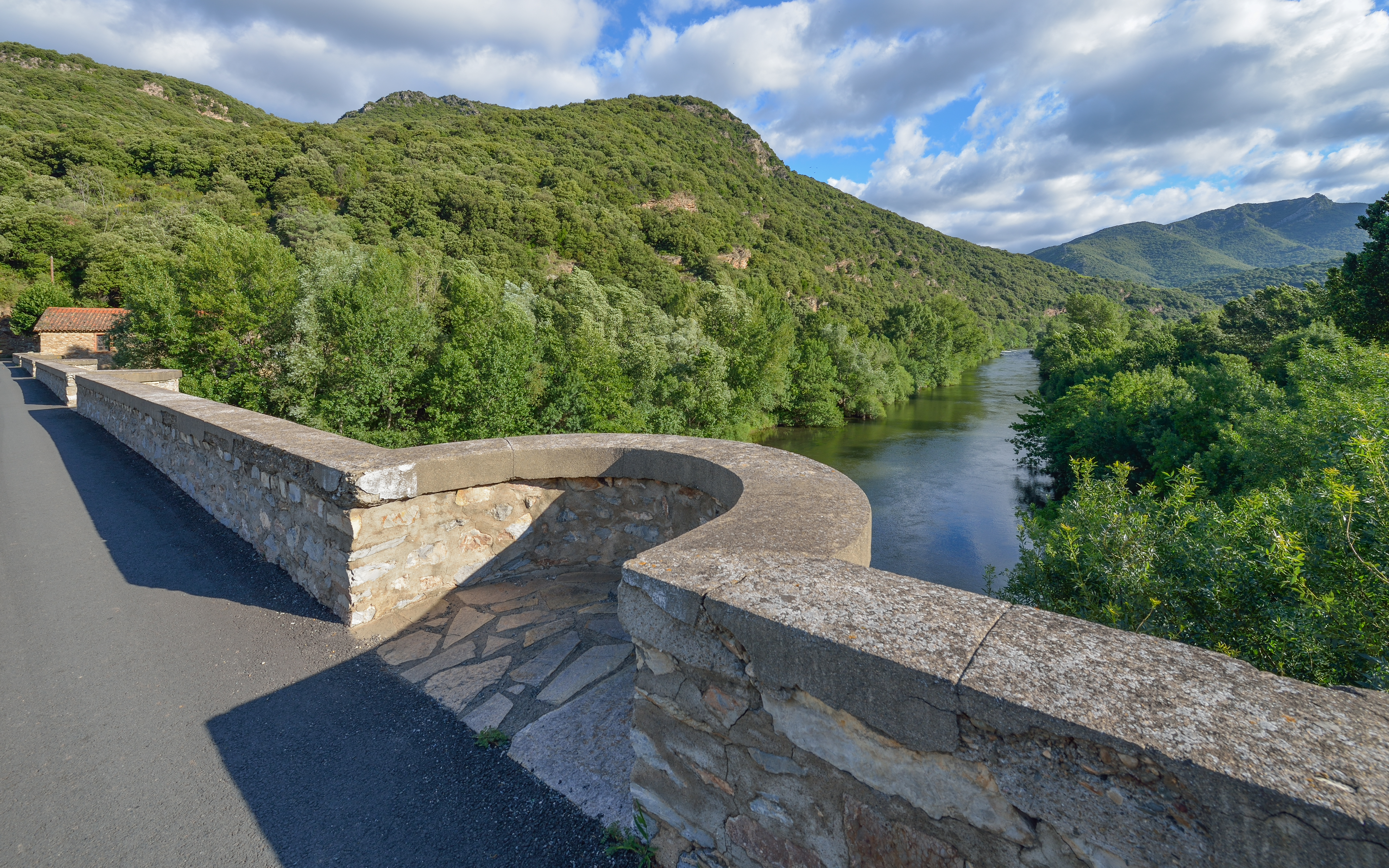
Vue depuis le pont de Ceps.
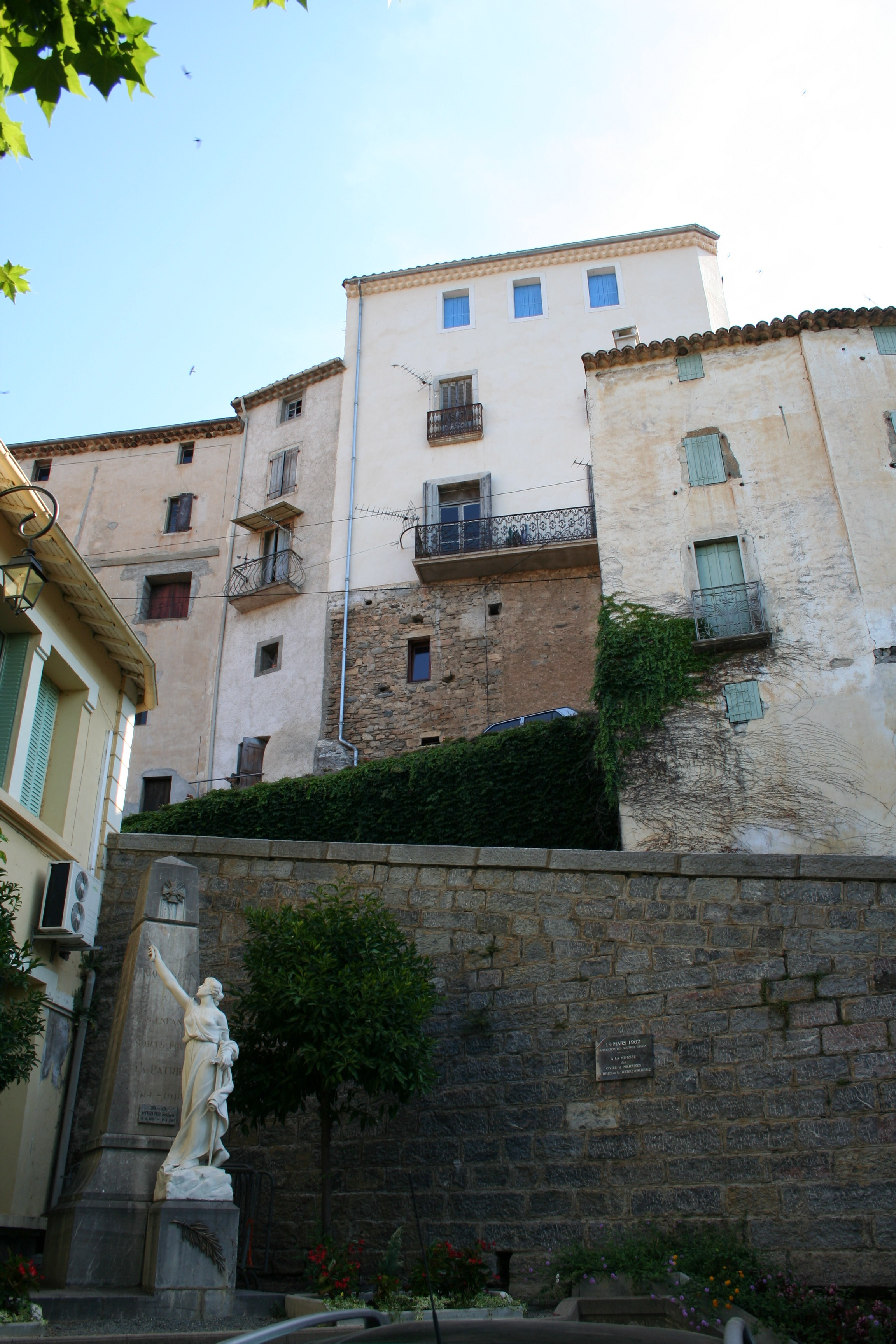
Place de Roquebrun et monument aux morts.
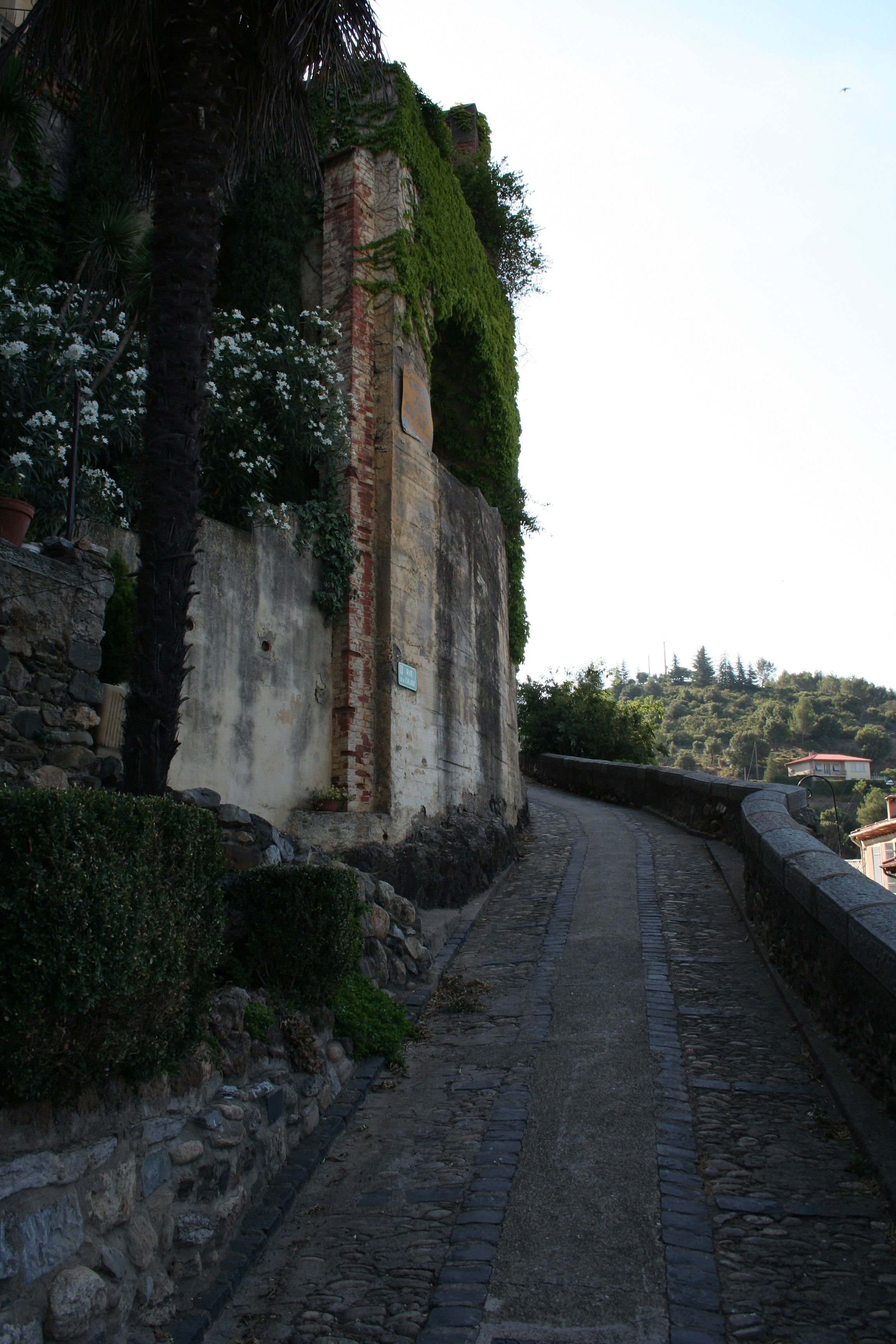
Rampe d'une ruelle.
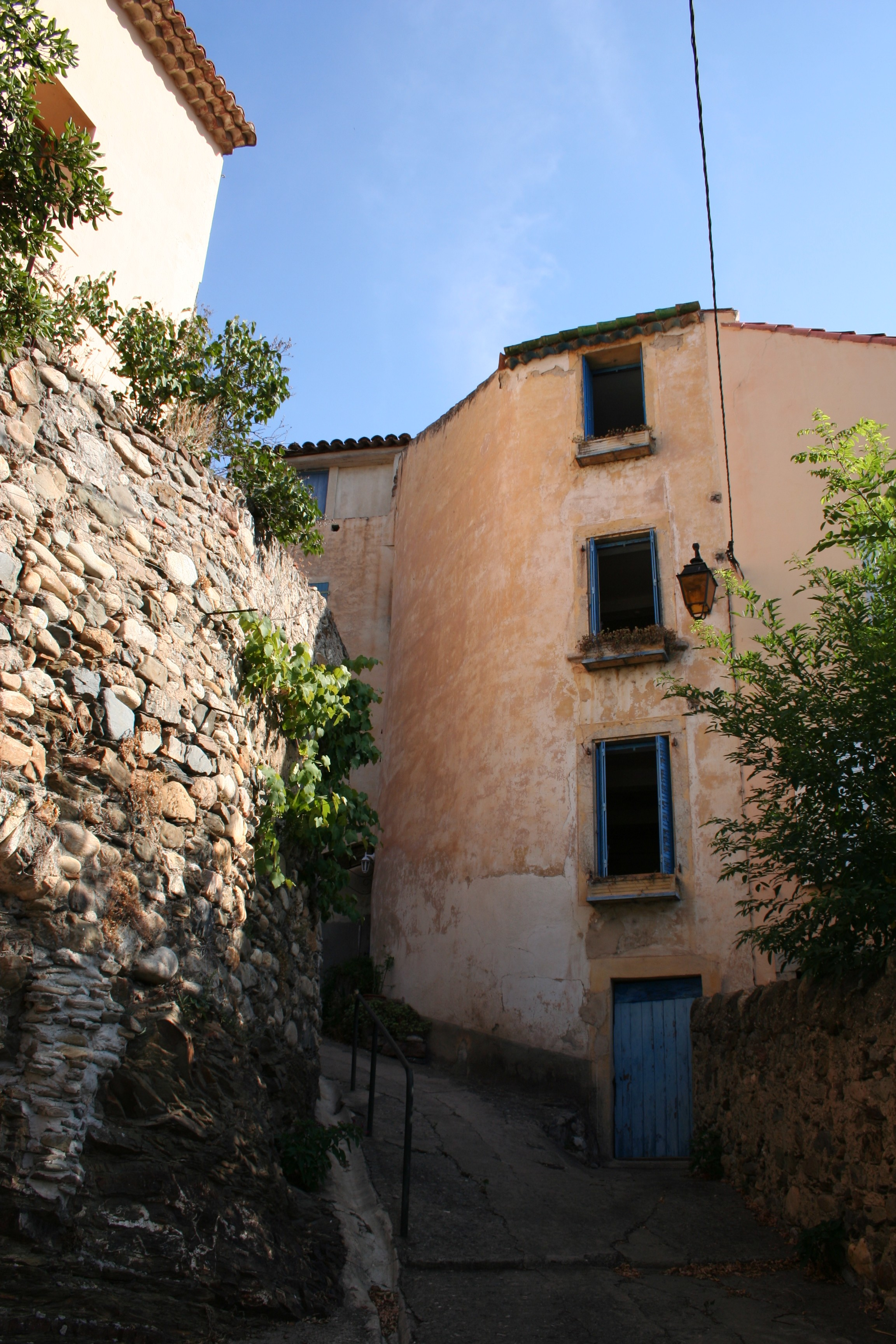
Ruelle typique.
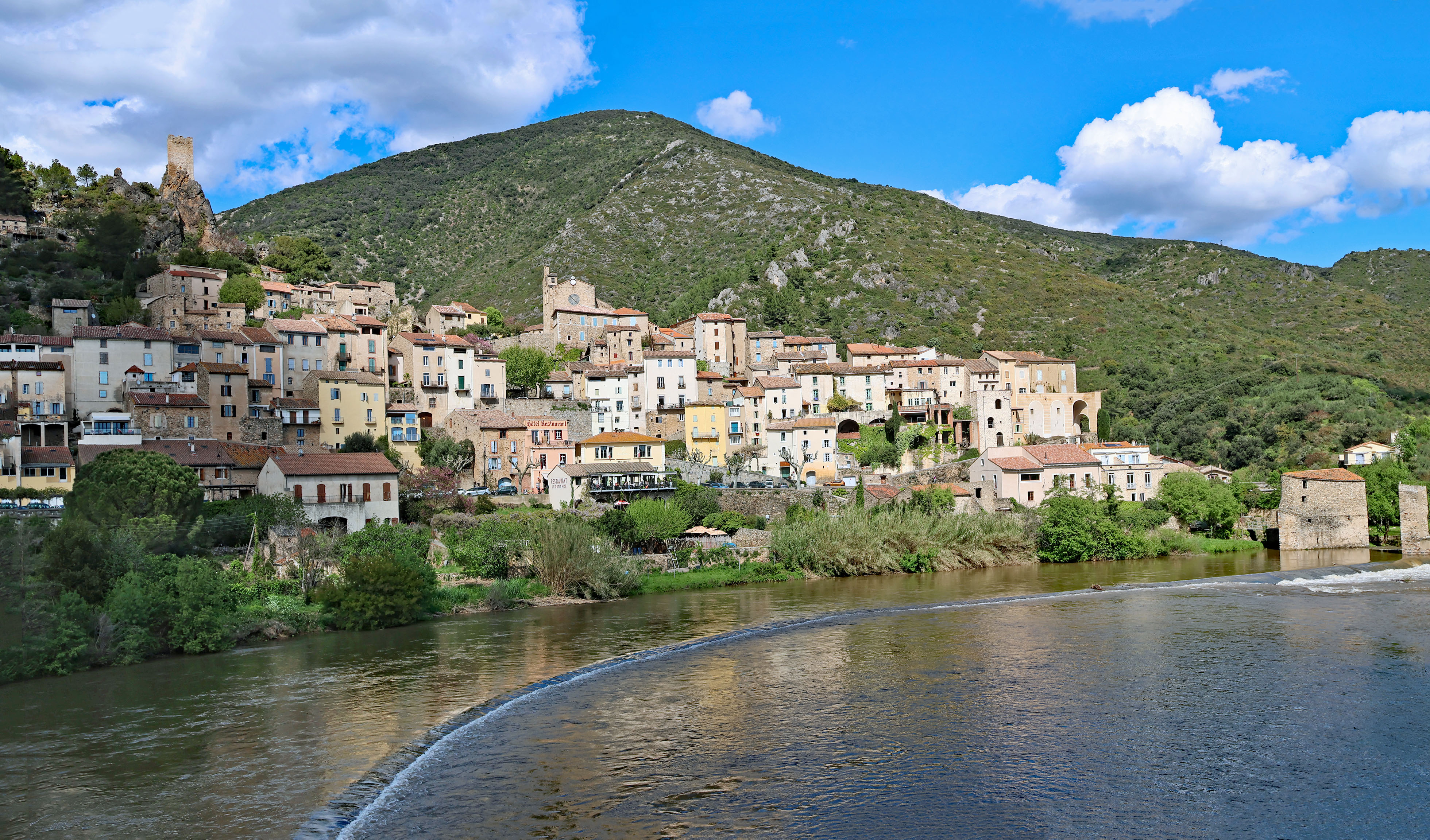
Vue générale.